# Edith Södergran
Edith Irene Södergran, född 4 april 1892 i Sankt Petersburg, död 24 juni 1923 i Raivola, var en finlandssvensk poet.
Edith Södergran debuterade vid 24 års ålder med diktsamlingen Dikter (1916). Sammanlagt gav hon ut fyra diktsamlingar och en aforismsamling. Postumt utkom diktsamlingen Landet som icke är (1925). Hon var en av de första modernisterna inom svenskspråkig litteratur, påverkad av fransk symbolism, tysk expressionism och rysk futurism. Tillsammans med Hagar Olsson ville Södergran introducera världen för ”den nya arten”. ”Men det innehåll hon lade in i sitt tal om” denna nya art skiftade dock snabbt: ”År 1918 var det grundat på Zarathustras skapare Friedrich Nietzsche, året därpå var det ledstjärnan Rudolf Steiner, sedan försköts det mot Kristus och in i en lyrisk tystnad, som hävdes först året före hennes död.”
Södergrans biografi har delvis blivit omstridd, eftersom källmaterialet är magert och tidiga biografer, såsom den inflytelserika Gunnar Tideström, därifrån dragit långtgående slutsatser, vilka senare kommit att få vid spridning. Forskningen om Södergran är därför indelad i två huvudfåror: den biografisk-psykologiska baserar sin tolkning av Södergrans dikter på detaljer ur hennes liv (hennes långvariga tuberkulos, exempelvis), medan den mer kontextuellt inriktade jämför Södergrans diktning med hennes samtida kolleger, idéhistorisk läsning av hennes dikter och olika teoribyggen (såsom hennes koppling till Nietzsche). I dag är den biografiskt-psykologiska tolkningsmodellen föråldrad medan nya kontextuella, idéhistoriska och textanalytiska studier utkommer frekvent.
Hennes påverkan på bildspråk, rytm och associativ fri stil i modern svensk lyrik och rocklyrik är tydlig och kan skönjas hos exempelvis Gunnar Ekelöf, Elmer Diktonius, Eva Ström, Eva-Stina Byggmästar, Catarina Gripenberg, Mare Kandre, Gunnar Harding, Eva Runefelt och Eva Dahlgren.

## Biografi

### Uppväxt

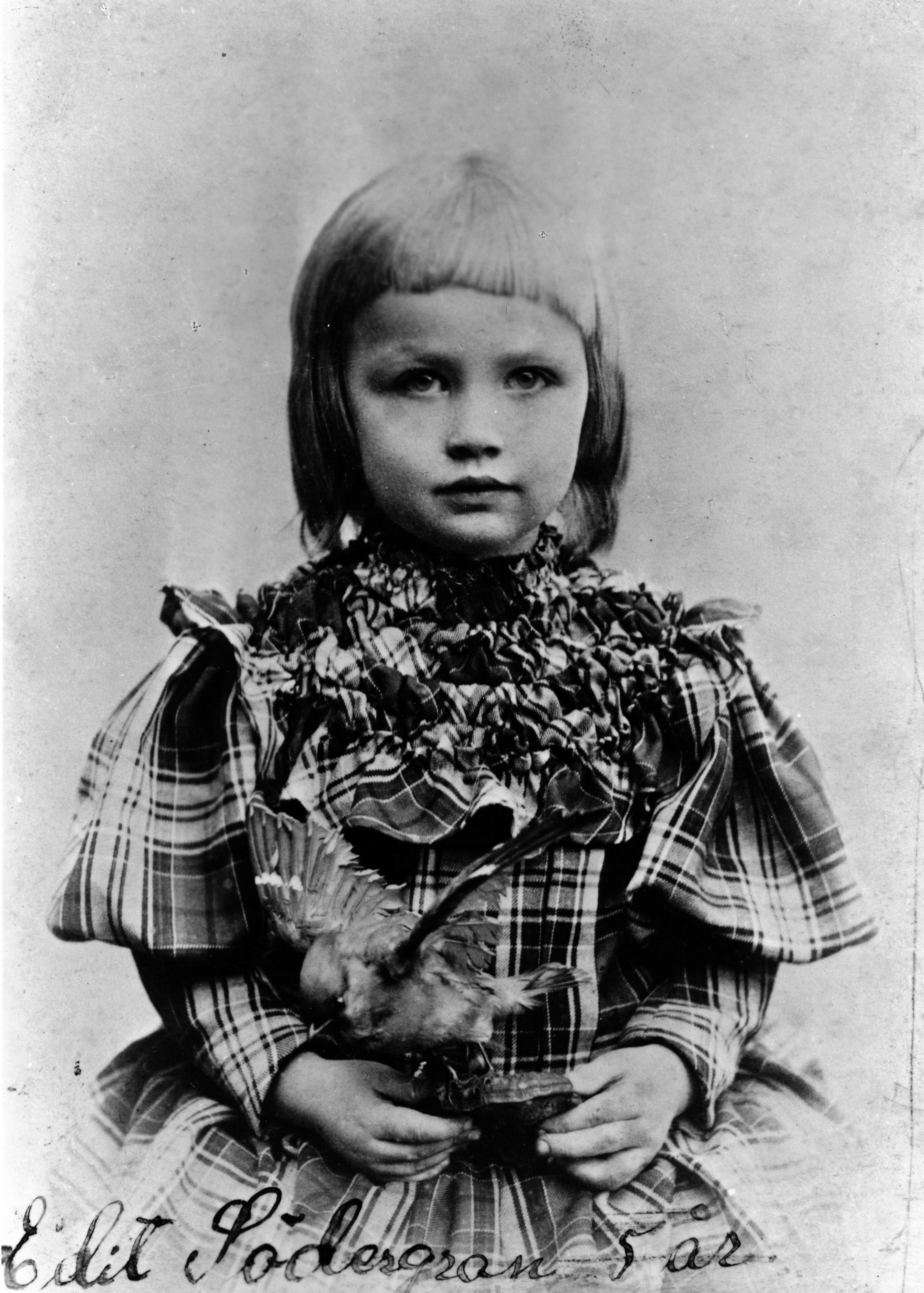
Edith Södergran vid 5 års ålder.

Södergran föddes i ett övre medelklasshem i Sankt Petersburg. Hennes föräldrar var Matts Södergran och Helena, född Holmroos. Fadern var mekaniker från Österbotten, medan modern var andra generationens Sankt Petersburgs-bo med rötter i Nagu. Södergran var föräldrarnas enda gemensamma barn. Fadern var änkling efter att hans första hustru och två små barn avlidit; och modern hade flera år tidigare fött en utomäktenskaplig son, som dog endast några dagar gammal.
Modern kom från en mer välbeställd familj, där kvinnornas ställning inom familjen tycks ha varit stark. Det är också tydligt att det fanns ett starkt förtroendeband mellan Södergran och hennes mor. Modern var poetens första läsare och kritiker.
| ”                                               | Den exklusiva mor-dotter-relationen var av största vikt för Södergran, närmast med tanke på hennes goda självförtroende som uppbackades av modern, en självbild som av utomstående kunde uppfattas som framfusighet och anspråksfullhet. | „ |
| – Agneta Rahikainen, Poeten och hennes apostlar | |   |

I princip ingenting är känt vad gäller förhållandet till fadern. Möjligen är den mycket närvarande modern och den frånvarande fadern orsaken till att Södergran fick möjlighet att ta plats och stå i centrum för moderns uppmärksamhet. Som barn läste Södergran mycket, framför allt sagor, och hon tyckte mycket om djur.
När Södergran var bara några månader gammal flyttade familjen till byn Raivola på Karelska näset där hennes morfar Gabriel Holmroos köpte en villa åt dem. De flydde från den ryska huvudstaden undan en koleraepidemi. Villan hade 12 rum och var ett av drygt 600 liknande utsmyckade trävillor som näset var berömt för. Före första världskriget kom drygt 100 000 sommargäster från S:t Petersburg till Karelska näset. Raivola hade goda förbindelser med Petersburg (tågresan tog två timmar) och Viborg.
En kort tid därefter fick fadern tjänst som föreståndare på ett sågverk. Efter tre år gick företaget i konkurs och familjen klarade inte av att betala sina skulder. Dock avled Gabriel Holmroos ett par månader senare och arvet delades mellan Helena Södergran och hennes mor. Med pengarna från arvet betalade Helena Södergran av familjens skulder och detta fick dem på fötter igen.

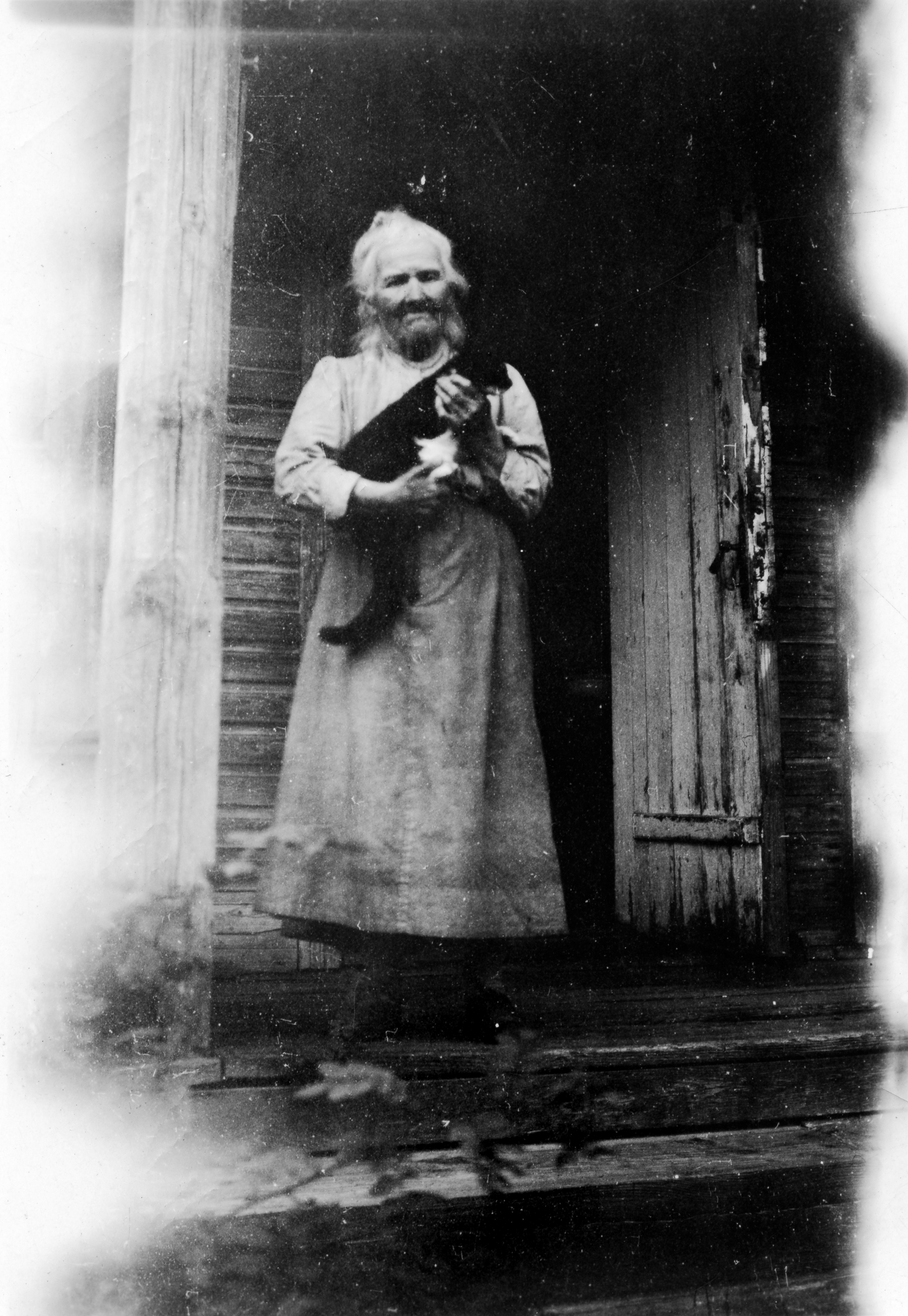
Helena Södergran, Edith Södergrans mor.

Det finns inte så många bilder på Edith Södergrans far, men desto fler på hennes mor. Helena Södergran hade gått i en av de fina tyska flickskolorna i S:t Petersburg, S:t Annenschule. Edith Södergran hade en mycket speciell relation till sin mor. Helena avgudade sin dotter, och relationen med henne var viktig.  När Edith Södergran började skolan 1902 kom Södergran och hennes mor att tillbringa tiden under terminerna i S:t Petersburg, där de bodde i ett trähus i närheten av finska järnvägsstationen. Fadern stannade i Raivola även om han under längre perioder var arbetslös.

Villan i Raivola hade tolv rum. Dessutom fanns det ett mindre hus, som hyrdes ut åt en estnisk man. Därutöver fanns en bastubyggnad och uthus. Granne med Södergrans hus var byns rysk ortodoxa kyrka. Ekelöf menade senare att det inte gick att förstå Södergrans poesi utan att ha besökt Raivola. (Detta är en sanning med modifikation, bröderna Parland växte upp i närheten av Viborg och Colliander i S:t Petersburg).

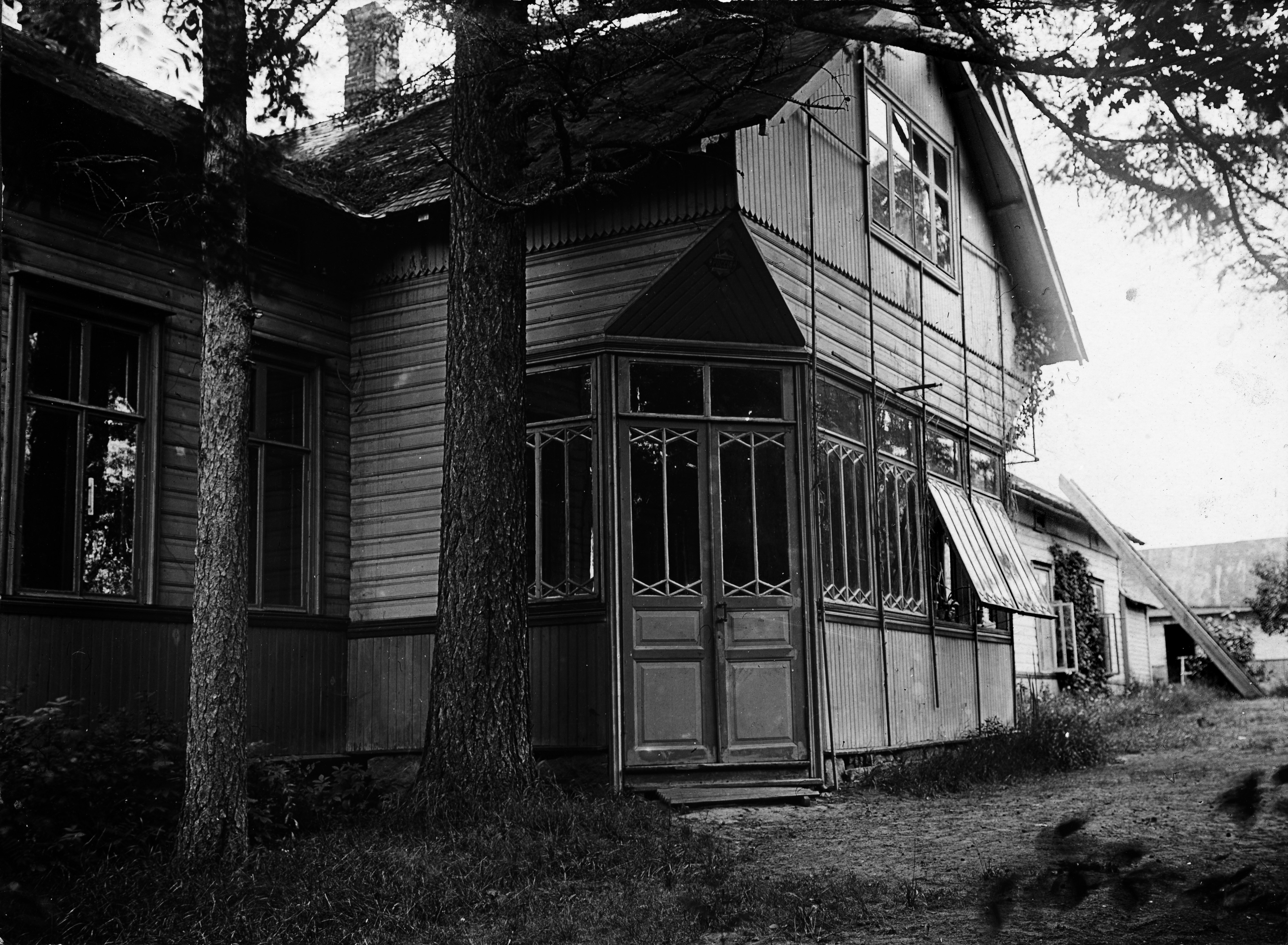
Det stora huset.
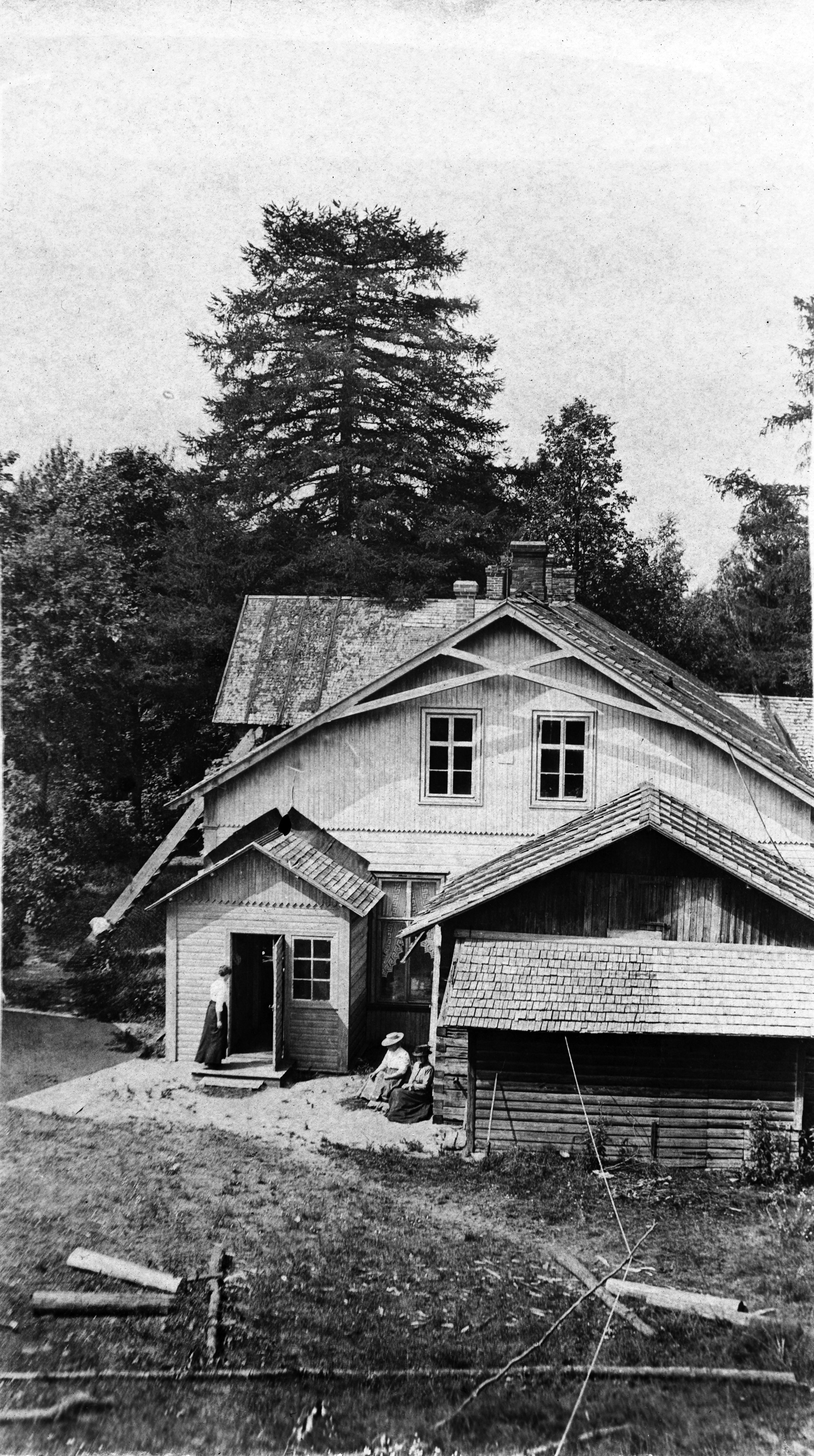
Huset ur en annan vinkel.
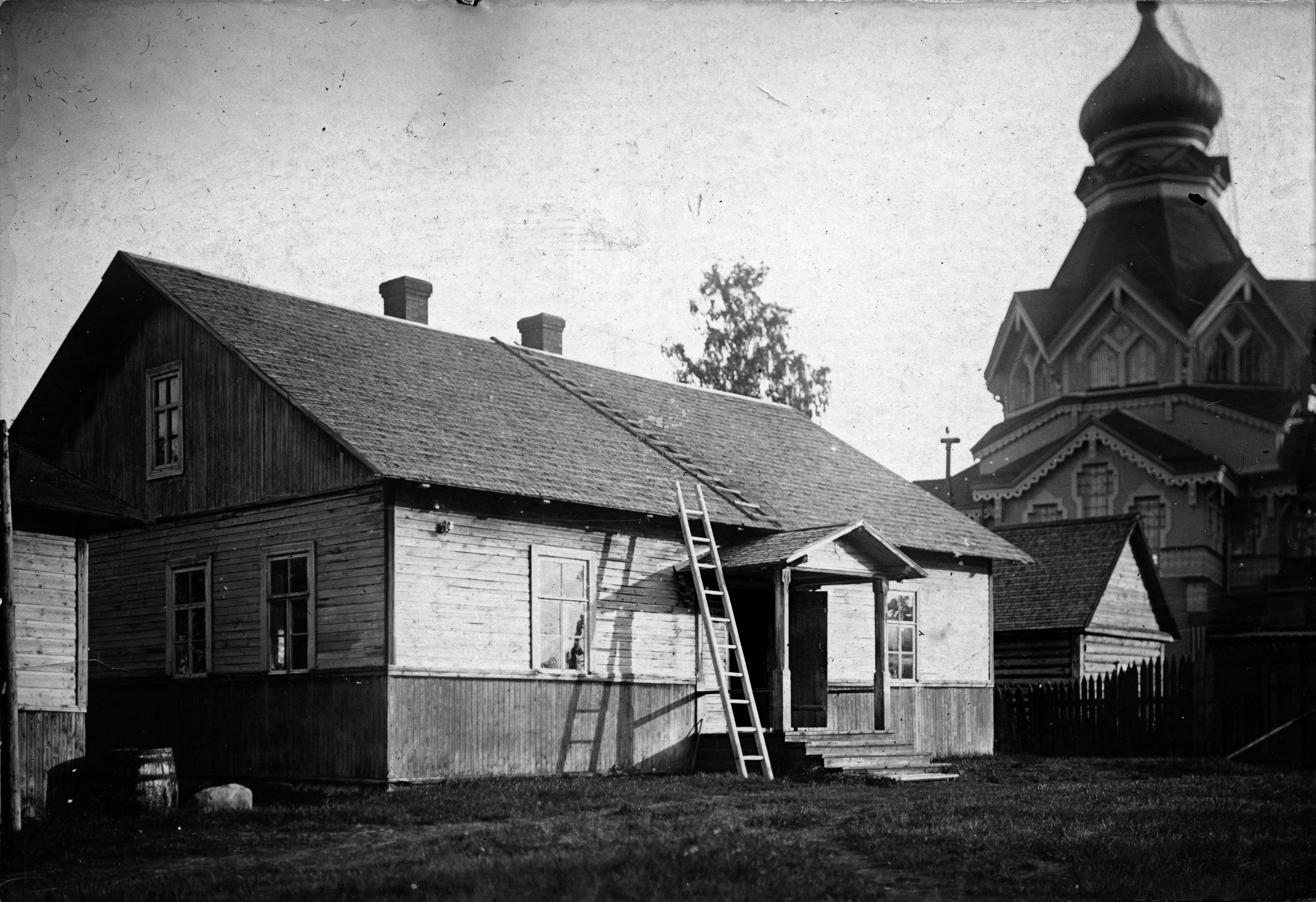
Det mindre huset.
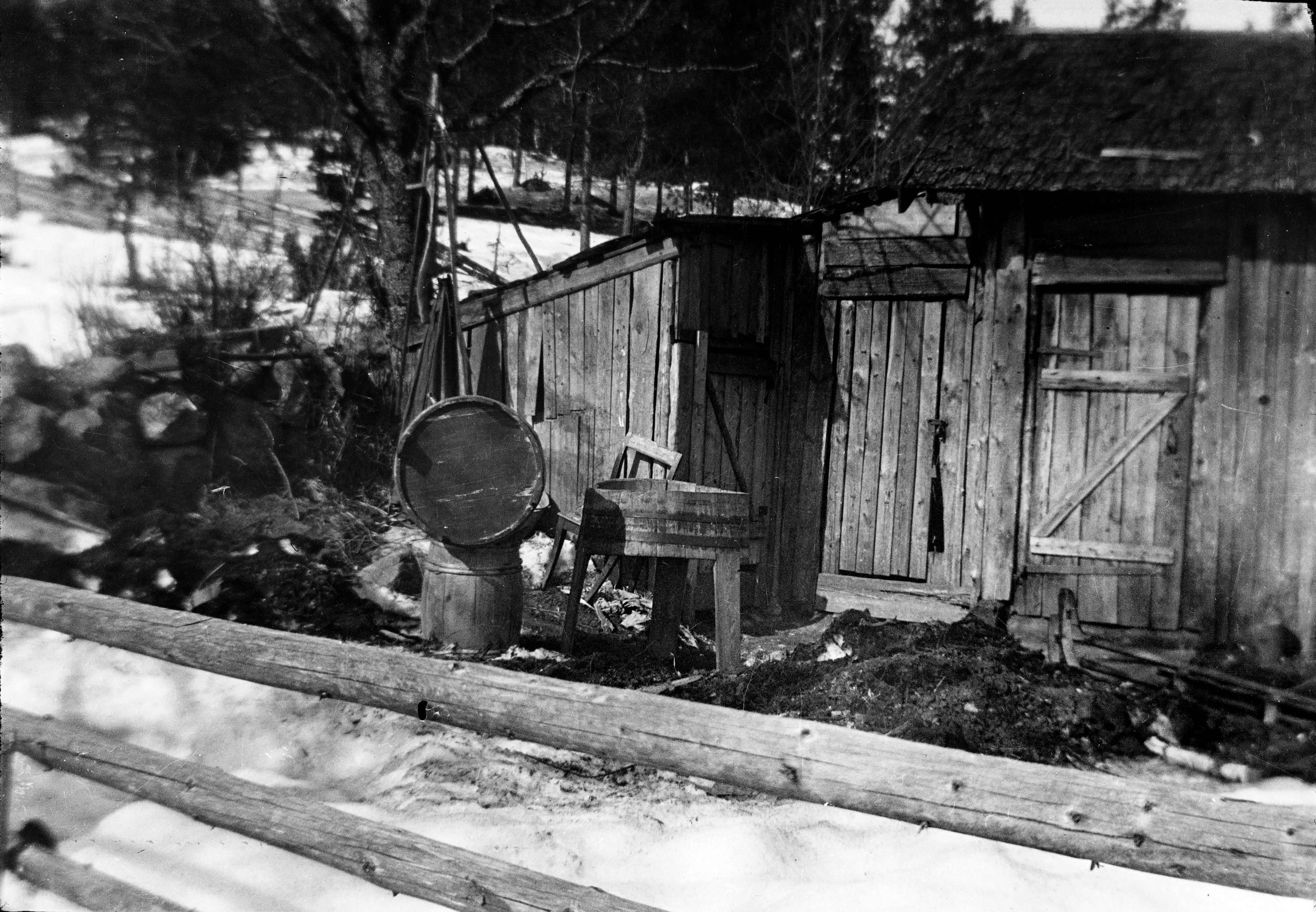
Uthus med tvättbaljor.
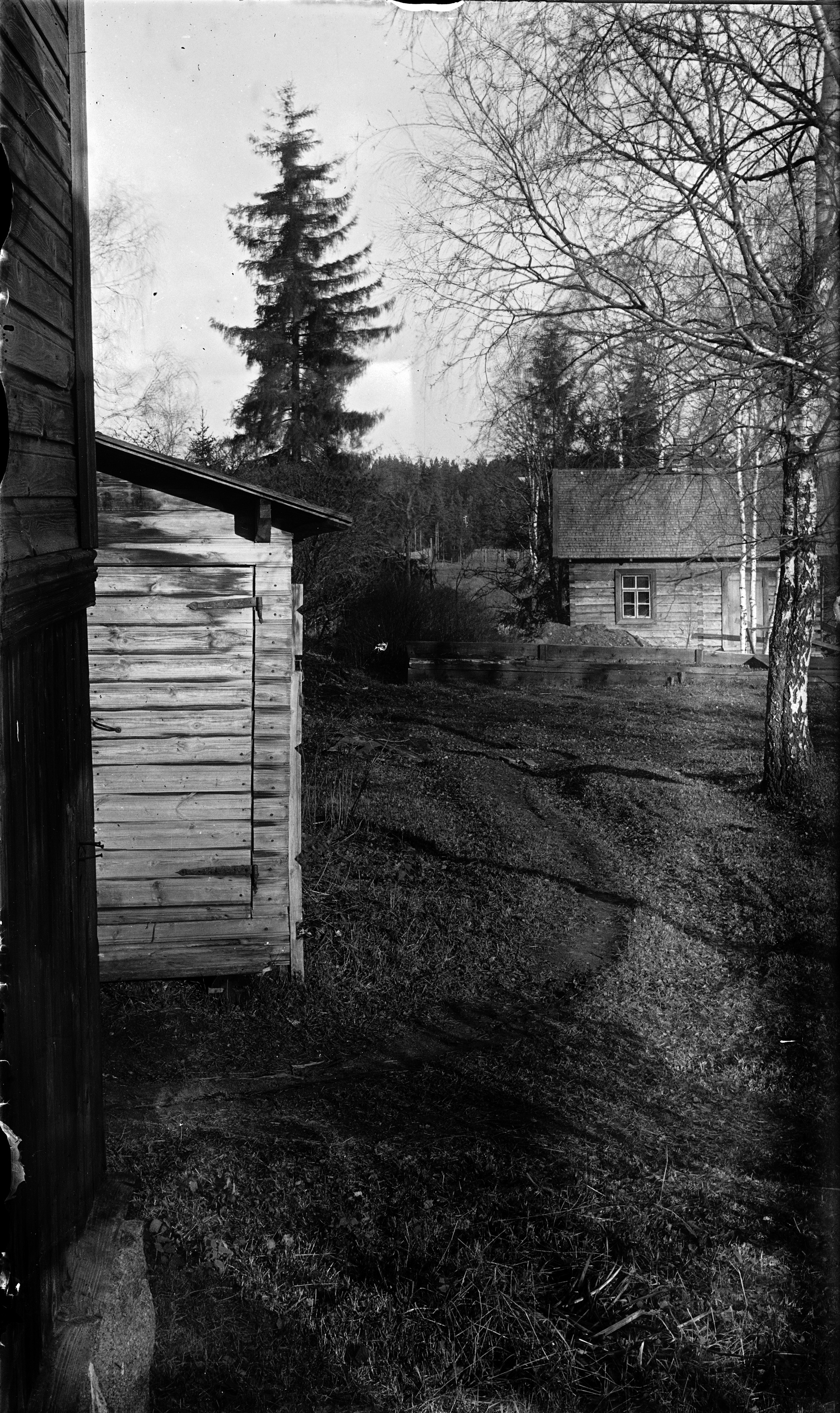
Bastun.

Familjen Södergran hade en fosterflicka från Raivola, Singa, som bodde en kort tid hos familjen i S:t Petersburg, men hon trivdes inte och rymde hem längs järnvägsspåren och blev överkörd av tåget.
Hur Södergran tog fostersysterns död vet man inte, men Singa blev senare tillägnad en dikt. Ensamheten är något som Eva Ström menar, baserat på "nyare psykologisk forskning", kan ha gett henne stark självkänsla och tro på den egna förmågan. Under skoltiden umgicks Södergran med flera kamrater, bland dem Thusnelda Thomson och Paula Orlowskij, varav den senare också tillbringade några somrar hos familjen Södergran.

### Skolgång
Edith Södergran gick inte vad man vet i småbarnsskola utan undervisades hemma och senare i tyska av en hemlärarinna. Detta för att hon skulle kunna börja i en av de finare tyska flickskolorna. Hon började i första klass 1902–1903 vid Höhere Mädchenschule, i den traditionsrika Petrischule (ry. Петришуле, ty. Die deutsche Hauptschule zu S:t Petri) i Sankt Petersburg där hon studerade fram till 1909. Skolan var en av de finaste i staden, med ett omfattande skolbibliotek och kunniga lärare. Kursen var sjuårig och avslutades med studentexamen. Skolan satsade mycket på konst och kultur, kejserliga balettens balettmästare undervisade i dans, och under konstundervisningen kunde eleverna besöka Eremitaget och Ryska museet. Från skoltiden finns bevarat en liten anteckningsbok där Södergran har samlat citat ur böcker hon läst och det visar på att hon var bekant med sin tids klassiker ur världslitteraturen.

På skolan fanns elever av många olika nationaliteter, bland annat tyska, ryska, finska, tyskbaltiska och skandinaviska barn. Huvudinriktningen på undervisningen var moderna språk. Södergran fick lära sig både tyska, franska, engelska och ryska, men någon undervisning i sitt egentliga modersmål svenska fick hon inte, och hennes kunskap om svensk grammatik och stavning förblev litet vacklande. Tyskan var för övrigt det språk som talades mest både i skolan och mellan Södergran och hennes vänner.

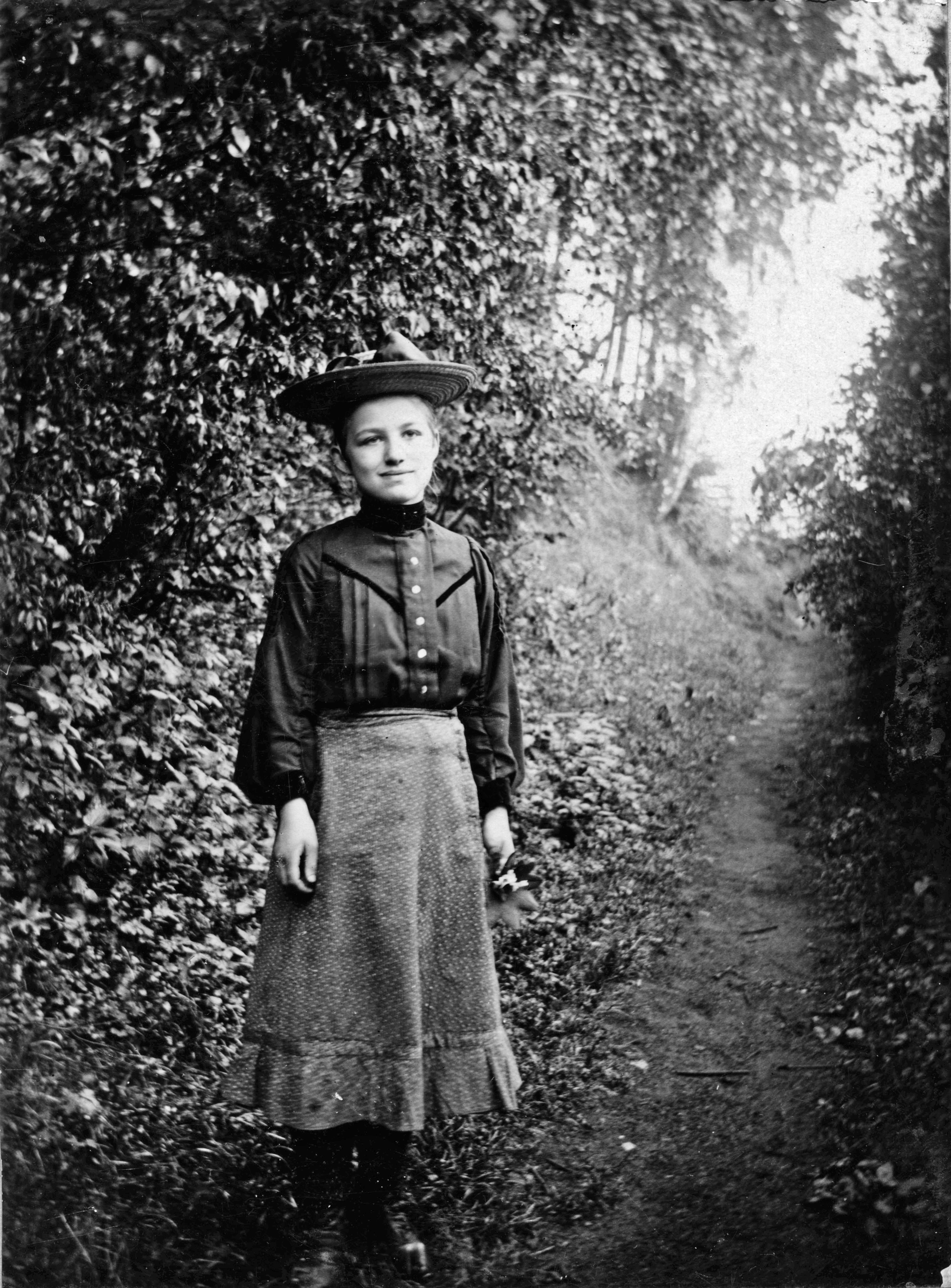
Södergran, vid 12 års ålder.

Södergran var en intelligent elev med snabb uppfattningsförmåga. Hon behövde inte heller ägna särskilt mycket tid åt läxläsning. En av hennes klasskamrater beskrev henne som klassens mest begåvade elev. Allra mest intresserade hon sig för fransklektionerna. Detta berodde till viss del på läraren Henri Cottier. Till honom har Södergran riktat några av sina ungdomsdikter. De finns nedtecknade i ett svart häfte som inom Södergranforskningen kallats Vaxdukshäftet. De utgavs första gången av Olof Enckell under titeln Vaxdukshäftet (1961).
Dessa skolår sammanföll med politiska oroligheter och starka sociala spänningar som mycket väl kan ha påverkat Södergrans världsbild. Skolan var belägen mitt i stadens centrum, i närheten av Vinterpalatset. Oroligheterna inför det som kom att bli ryska revolutionen startade med demonstrationer och upplopp redan 1905, något som också hade en konsekvens för Södergran. Skolan stängde exempelvis två dagar under blodiga söndagen i januari 1905 när över tusen fredliga medborgare, även kvinnor och barn, mejades ner av tsar Nikolaj II:s garde. Upproren satte sina spår även i Södergrans diktning, som i dikten ”Wenn sich die Sonne neigt” där hon skriver om uppsvällda lik som flyter i Nevaflodens gröna vågor.
År 1911 planerade Södergran att som privatist avlägga studentexamen vid Laurellska skolan i Helsingfors, men hon fullföljde aldrig sin plan. Förmodligen handlade det om att hon vid samma tid reste till Schweiz för att vårdas på sanatorium.

### Faderns död
Södergran fortsatte sin skolgång, men år 1904 insjuknade hennes far i lungtuberkulos (TBC). I hans sjukjournal nämns att han även led av alkoholism. I maj 1906 lades han in på Nummela sanatorium i Nyland. I oktober 1907 avled Matts Södergran. Det är oklart vilken relation Edith Södergran hade till sin far eftersom hon inte nämner honom i någon större utsträckning i bevarade brev eller anteckningar. .

### Fotografen Södergran
Södergran ägde en Kodak Brownie-kamera, och var en aktiv amatörfotograf. Merparten av hennes fotografier tillkom mellan åren 1910 och 1917. Efter 1917 var familjen Södergrans ekonomi så dålig att hon inte hade råd att köpa film och låta framkalla den. Motiven var hämtade från hennes näromgivning, vilket innebar såväl turistbilder från Davos som bilder från Södergrans gård på Karelska näset.
Sammanlagt finns 280 originalpositiv och 135 negativ bevarade i Edith Södergran-arkivet. Flera av Södergrans fotografier finns utgivna i boken Som en eld över askan (1993). En annan Edith av Nina Ulmaja (2023) innehåller 180 fotografier varvade med biografiska uppgifter och är utformad  som en brevväxling  mellan författaren och Edith Södergran.

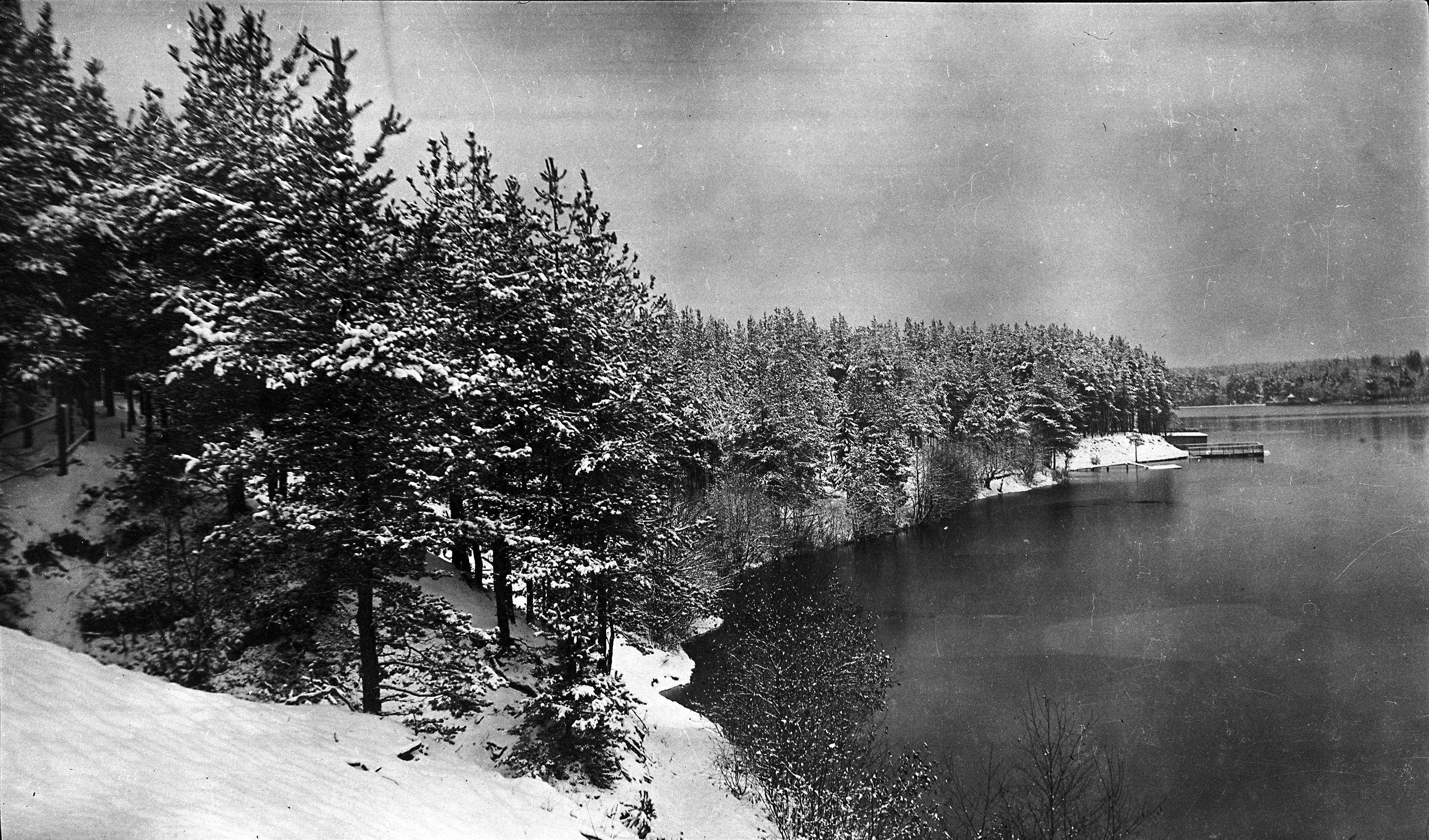
Sjön Onkamo.
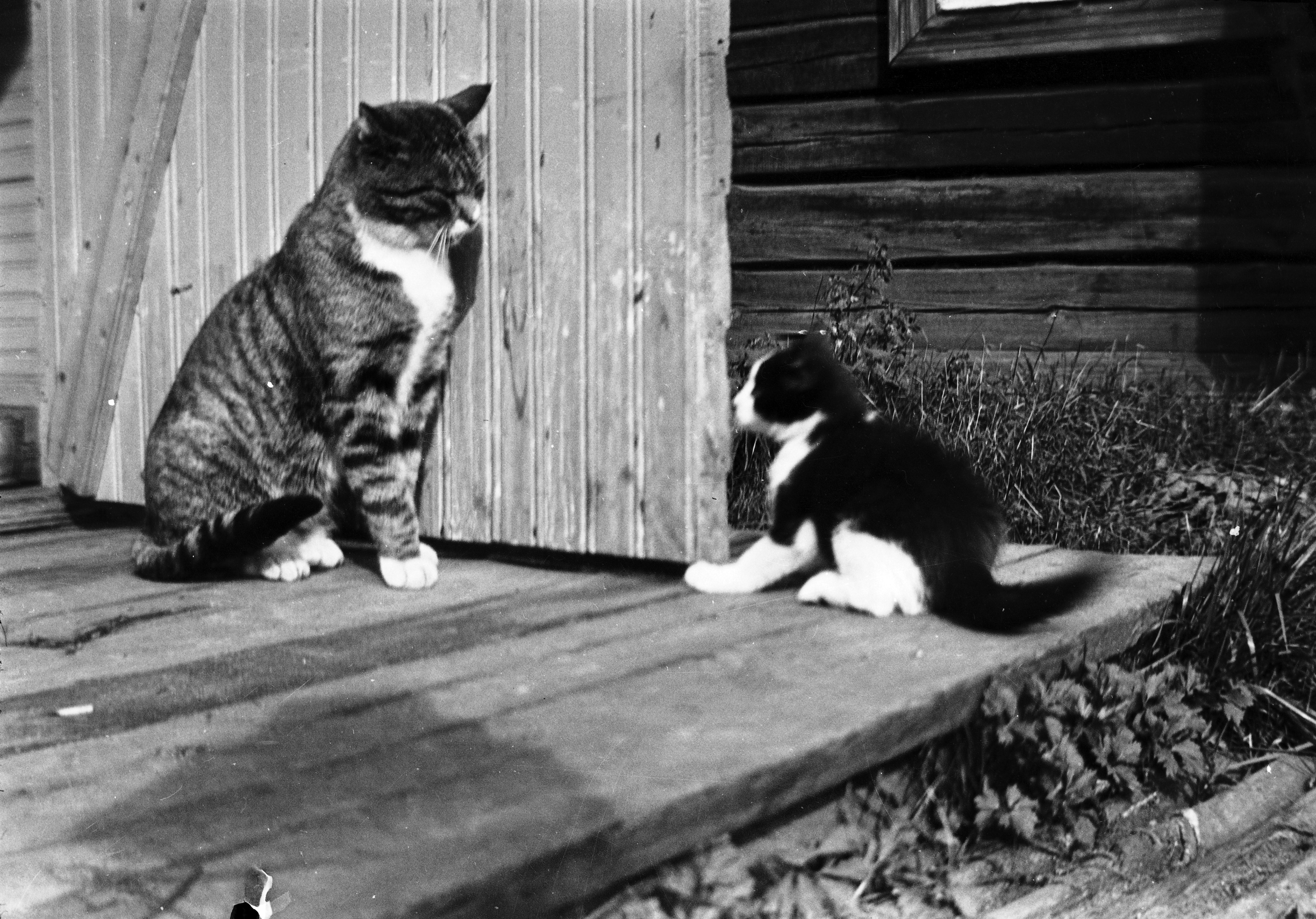
Två katter.
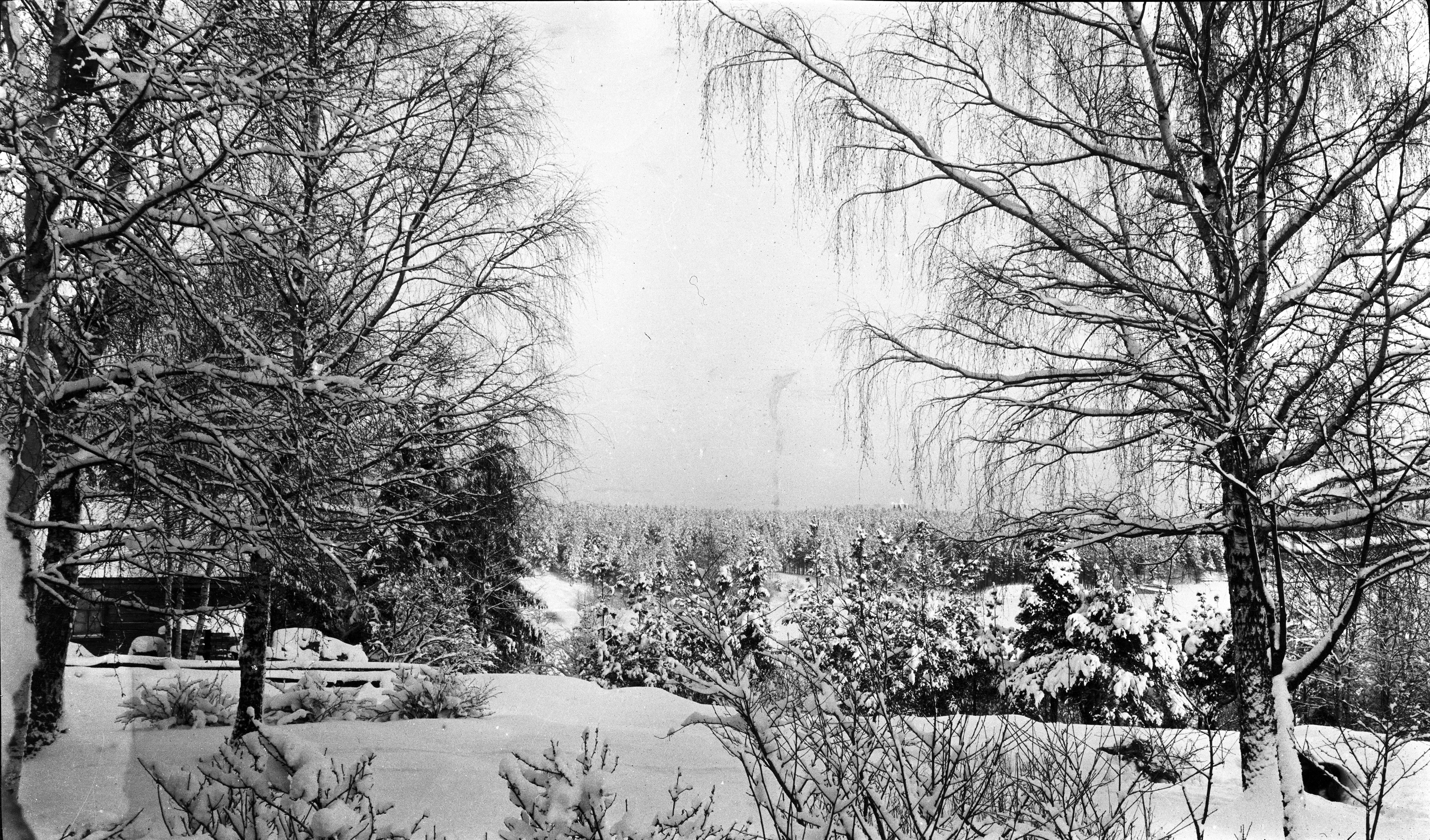
Vinter i Raivola.
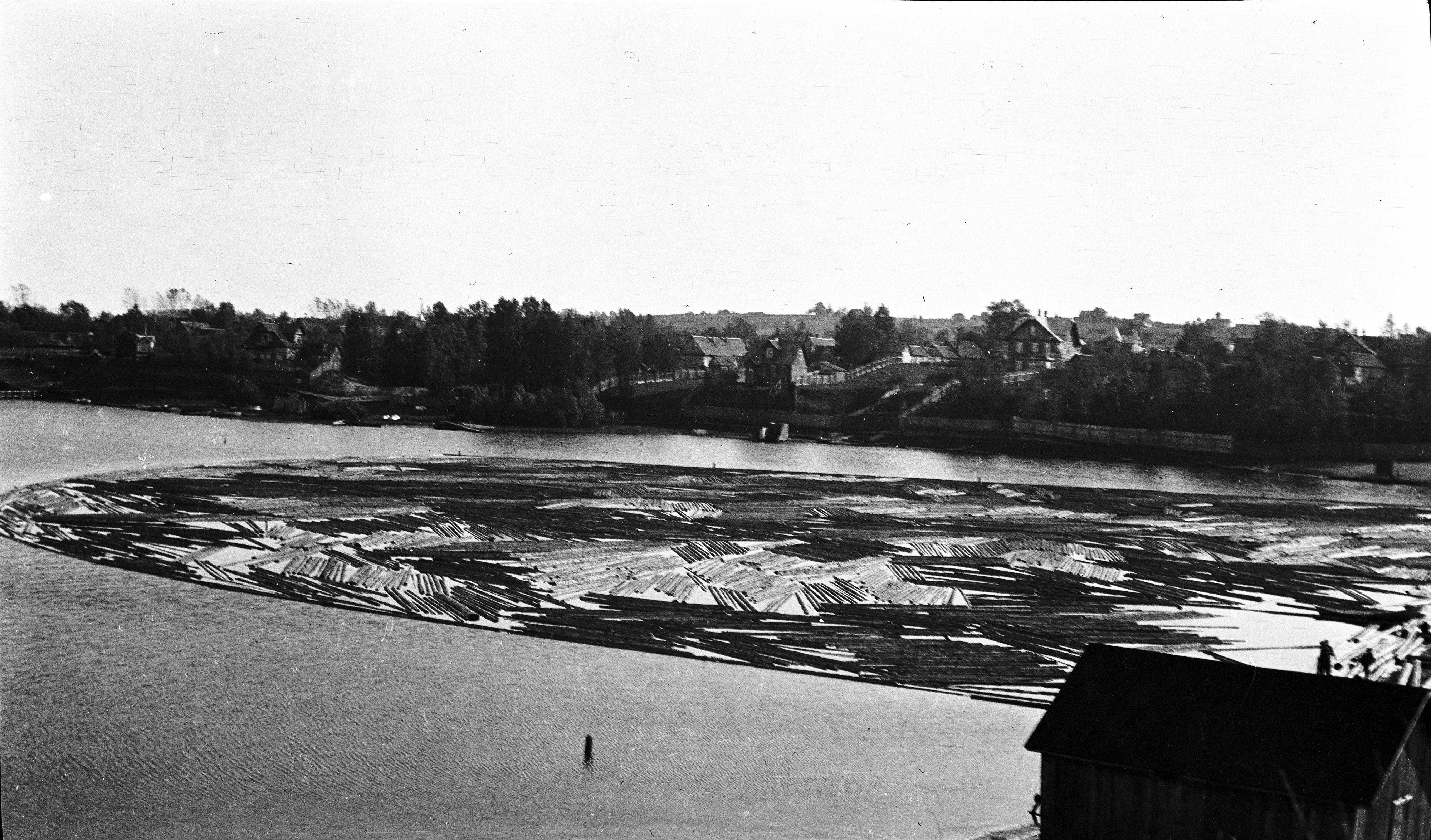
Flottning på sjön Onkamo.

### Vaxdukshäftetoch tidigt författarskap
Dikterna i det som har kommit att kallas Vaxdukshäftet tillkom mellan januari 1907 och sommaren 1909. Hela häftet innehåller 238 poem, vilket utgör omkring hälften av hennes samlade (bevarade) produktion. De flesta av dikterna är på skolspråket tyska, några dikter är på franska och en på ryska. Ganska abrupt övergår hon att enbart skriva på svenska, det sker 1908. Bland dikterna i Vaxdukshäftet som skildrar Södergrans skolår, finns förutom kärleksdikterna till Cottier (samt i viss mån till den jämnåriga flickan "K." eller "Käfrin") också dikter med politiska motiv om Sankt Petersburg och tsarväldet, men även om kontrasten mellan staden och landet. Dikterna i Vaxdukshäftet är övervägande i bunden form, framförallt inspirerade av Heinrich Heine, som lästes flitigt i skolan. Några av dikterna har liknande sagomotiv som finns i hennes senare diktning men hon skriver också dikter om att vara diktare, något hon även återkommer till senare i sin produktion.  Som ung är Södergran kritisk till den kristna religionen, och uttrycker redan som ung en existentiell ångest. I dikthäftet finns bland annat en ironisk dikt om hennes egen obduktion.
Häftet lämnades senare till Elmer Diktonius, som 1957 lämnade det vidare till Svenska litteratursällskapet i Finland. Man vet att det fanns flera dikthäften, bland dem ett som försvann i samband med att den vita sidan i finska inbördeskriget använde Södergrans villa i Raivola som matsal.
1908 beslöt Södergran att helt övergå till att skriva på svenska; dikterna på tyska upphör plötsligt den 3 oktober 1908. De första dikterna på svenska i Vaxdukshäftet är ibland språkligt klumpiga, men det är tydligt att hon söker nya former att uttrycka sig som liknar dikterna i debutsamlingen Dikter. Forskarna vet inte varför Edith Södergran plötsligt bytte språk, men det är tydligt att språkbytet hänger ihop med bytet av stil och tematik. Hemspråket svenska låg förmodligen närmare hennes innersta jag som hon nu ville uttrycka i poetisk form. 1909 publicerade hon en dikten, "Hoppet" i ett medlemsblad för Svenska folkpartiets ungdomstidning Vårbrytning.

### Sjukdom och konvalescens

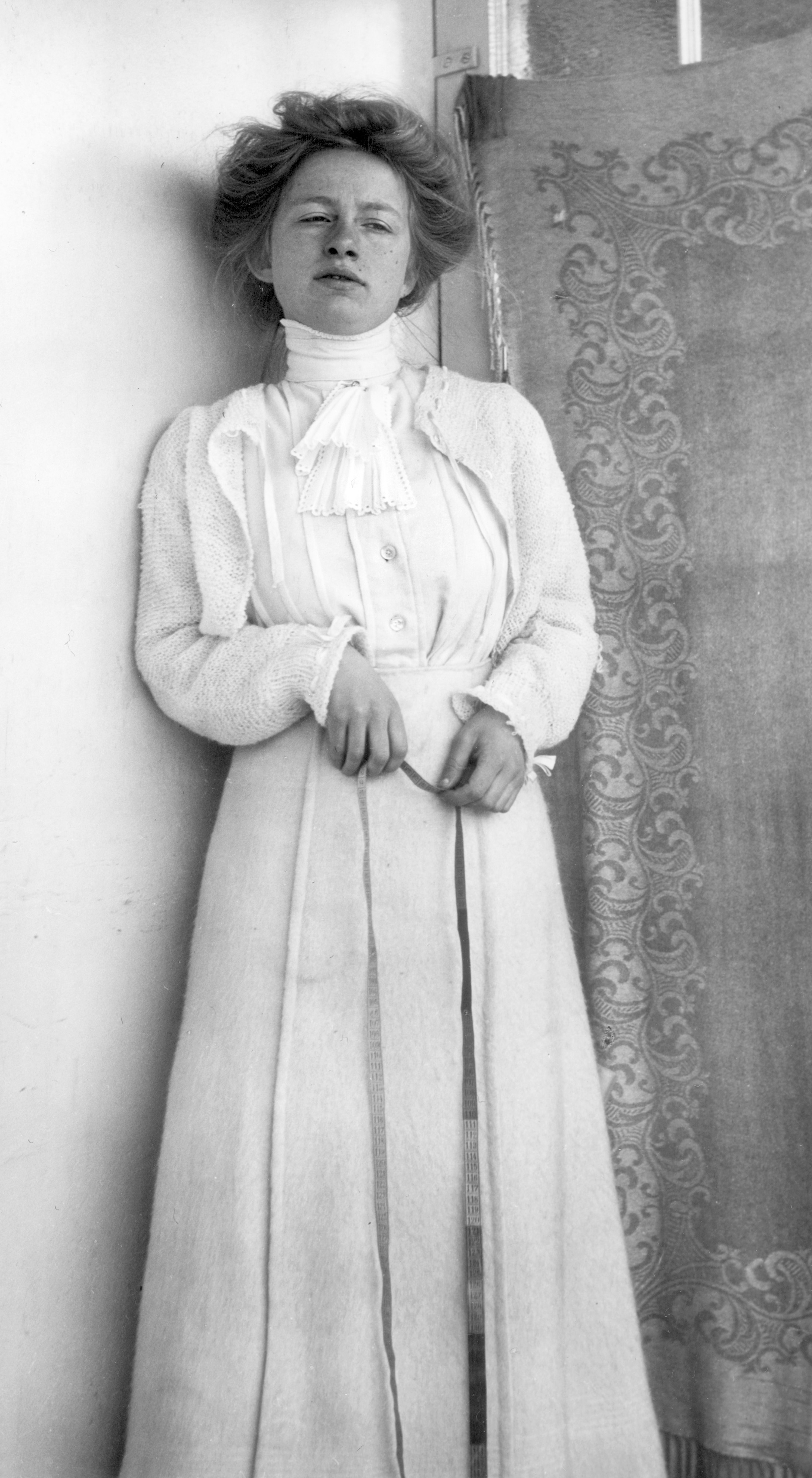
Södergran, självporträtt.

I slutet av 1908 insjuknade Edith Södergran i lungtuberkulos. Vid den här tiden var utsikterna att bli helt återställd från lungtuberkulos inte speciellt goda. Först genom streptomycinets genomslag efter andra världskriget kunde man råda bot på sjukdomen. 70–80 % av de akut sjuka avled inom en period av tio år. Som vård användes bland annat frisk luft, motion och näringsrik mat. Knappt en månad efter beskedet, den 25 januari 1909, lades hon in på Nummela sanatorium. Södergran var på Nummela med kortare avbrott i sammanlagt ett år och fyra månader (480 dygn) fram till den 4 maj 1911, väsentligt längre tid än de normala fem månaderna som mindre bemedlade hade råd med.

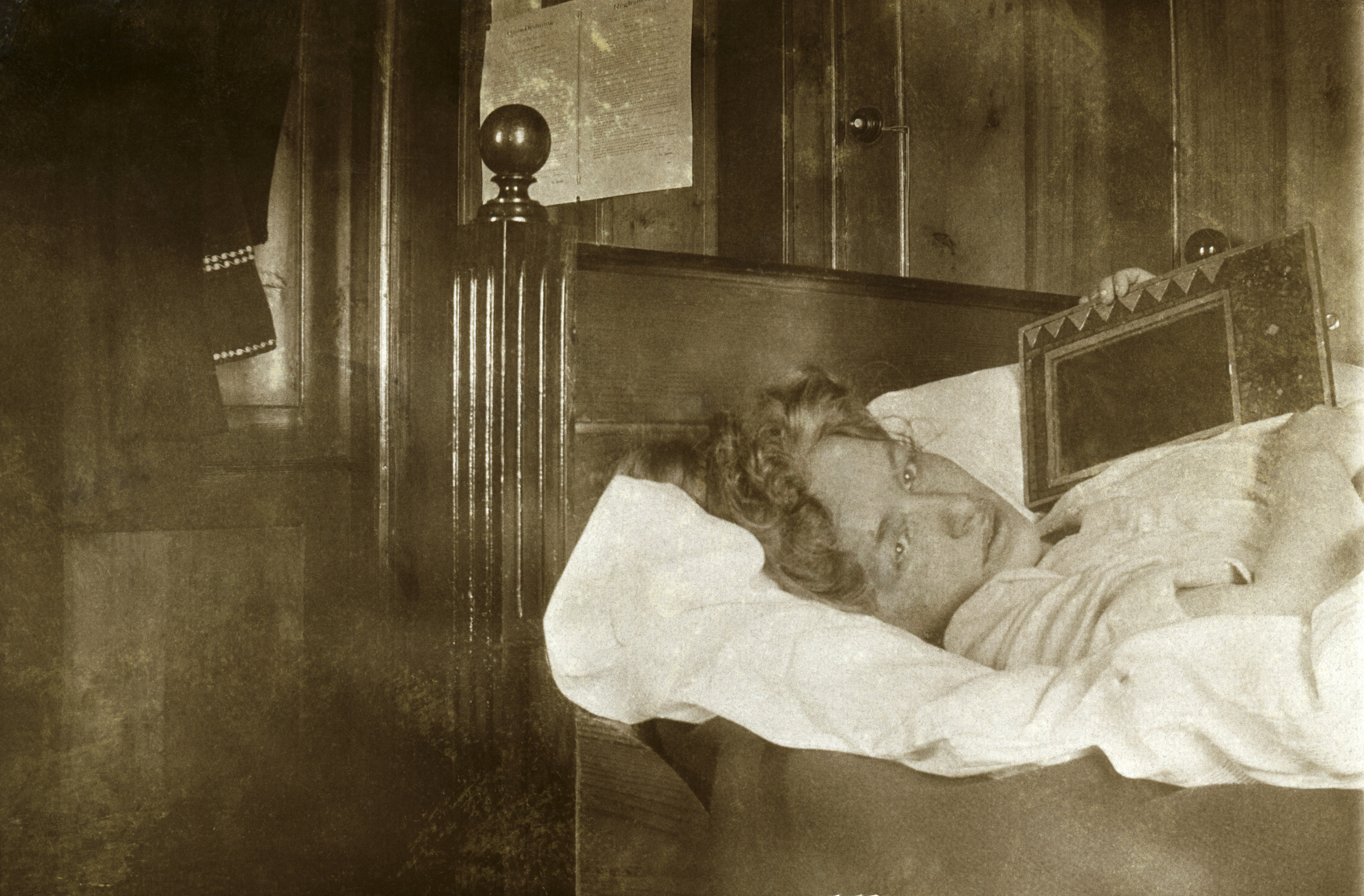
Södergran i sin sjuksäng i Arosa.

Enligt nyare forskning var Södergrans hela sjukhusvistelse förhållandevis positiv. Strax efter ankomsten till Nummela har Södergran lärt känna de andra patienterna. Att sanatoriet var så litet uppmuntrade till täta kontakter med de andra patienterna, inte minst med Siiri Böök, som hon började brevväxla med. Breven är glättiga och positiva. Hon visar i breven intresse för sina klasskamrater som tog studentexamen 1909. Södergrans ekonomi tillät att hon fick den bästa vården, vilket Nummela också kunde ge, och hon kände sig enligt sjukjournalen oftast frisk. Det gjorde att hon ibland kunde återvända till Raivola, där hon bland annat läste en kurs i finska för att kunna ta studentexamen.
Under de långa dagarna drömde sig Södergran bort till andra länder och diktade om exotiska platser. Under de kommande åren pendlade hennes tillstånd mellan bättre och sämre perioder, vilket är typiskt för tuberkulos.

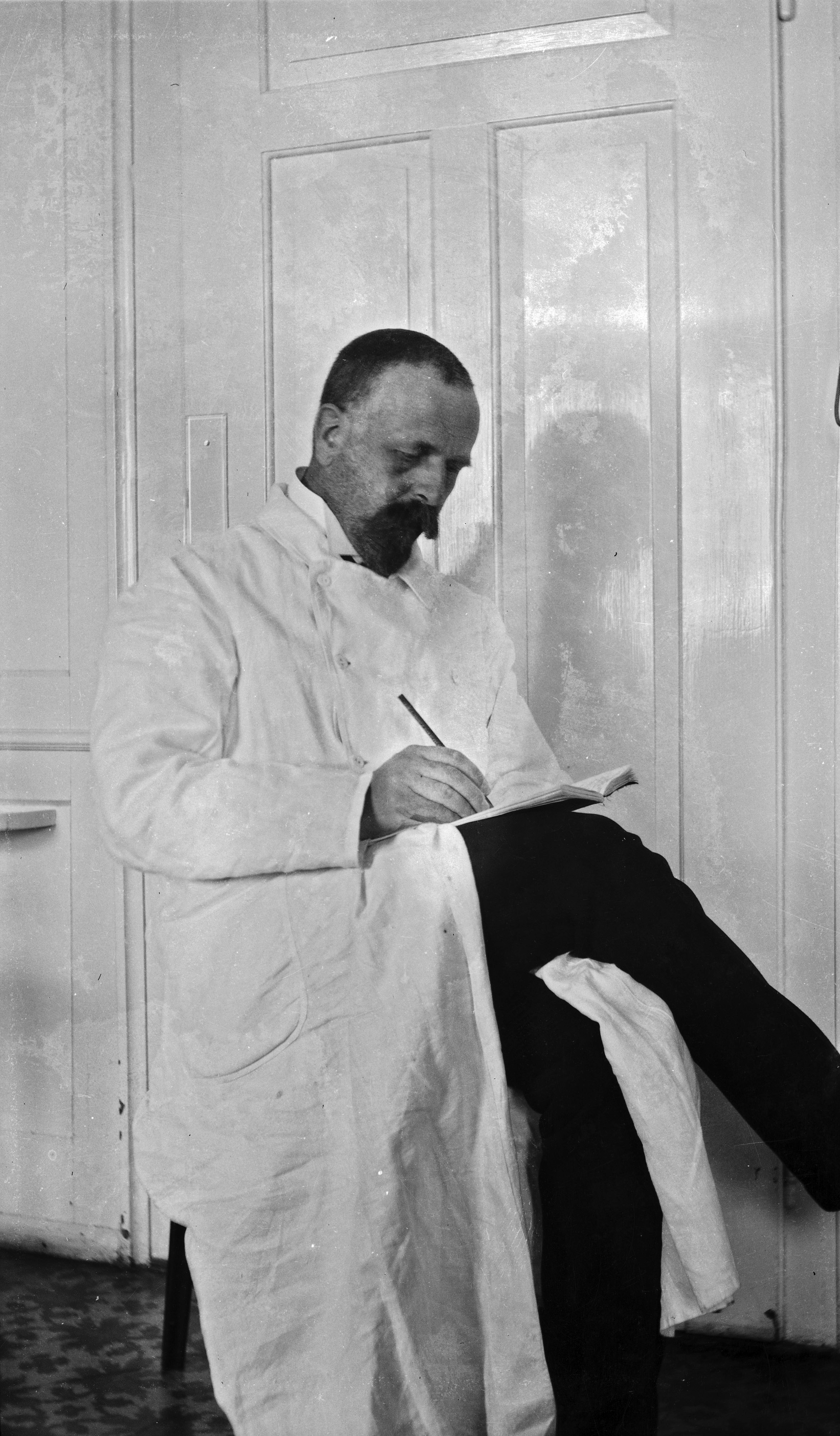
Doktor Ludwig von Muralt.

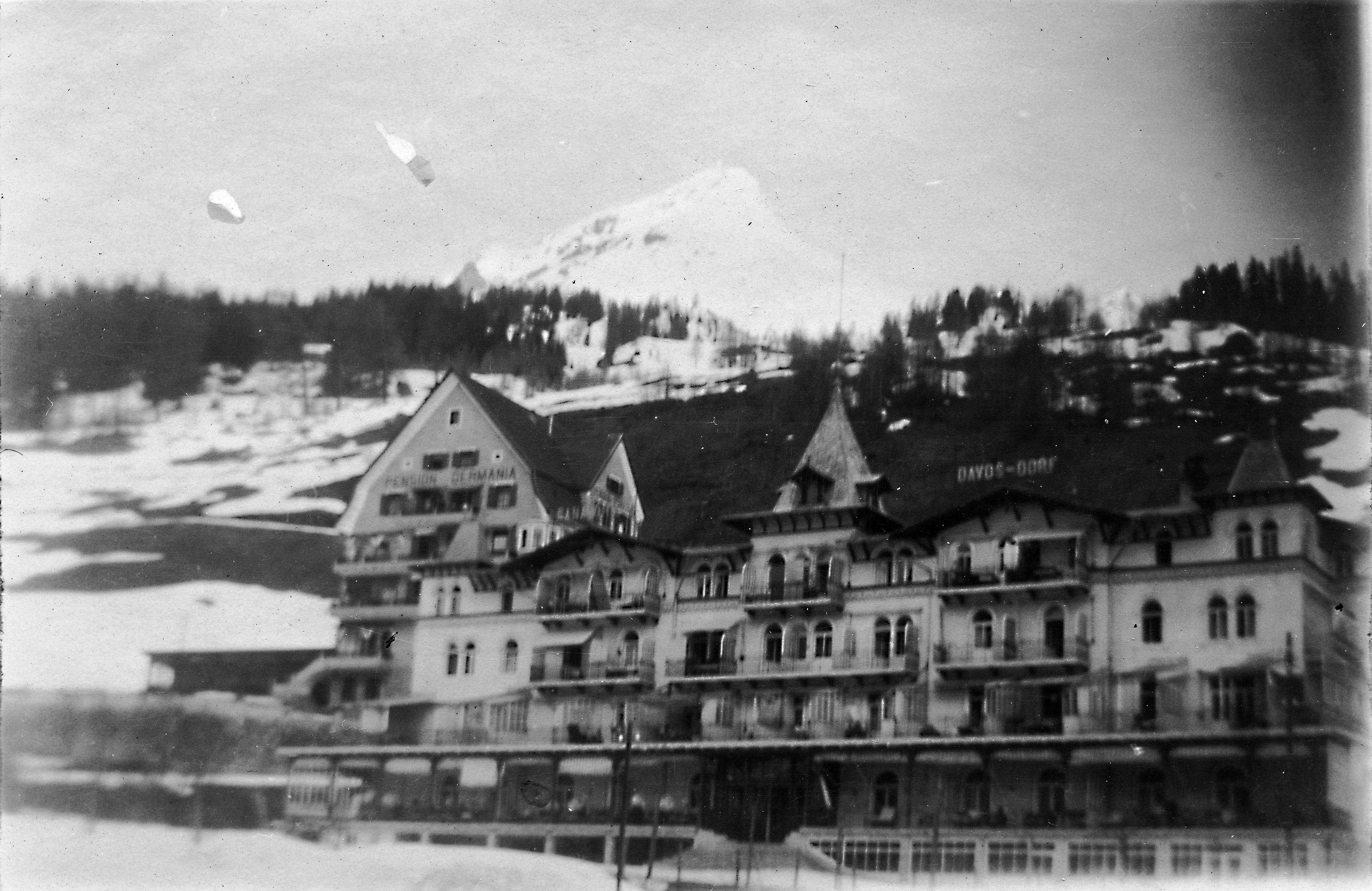
Sanatoriet i Davos, fotograferat av Södergran.

Eftersom Södergrans ekonomi vid den här tiden var god, beslöt sig Södergran för att söka ännu bättre vård på sanatorium i Schweiz, som var centrum för tuberkulosvården i Europa. Till en början vistades hon på ett sanatorium i Arosa men var missnöjd med vården där. I januari 1912 flyttade hon till sanatoriet Davos-Dorf, där hon vårdades av den då berömde Dr Ludwig von Muralt. Hon beundrade honom mycket och fotograferade honom.
Dr von Muralt föreslog att man skulle utföra en så kallad vänstersidig pneumothorax (lungkollaps). Detta innebar att man under en operation punkterade lungan och fyllde den med kvävgas vid upprepade tillfällen. Den punkterade lungan blev obrukbar, men den "vilade". Detta var ett vanligt ingrepp vid den tiden.

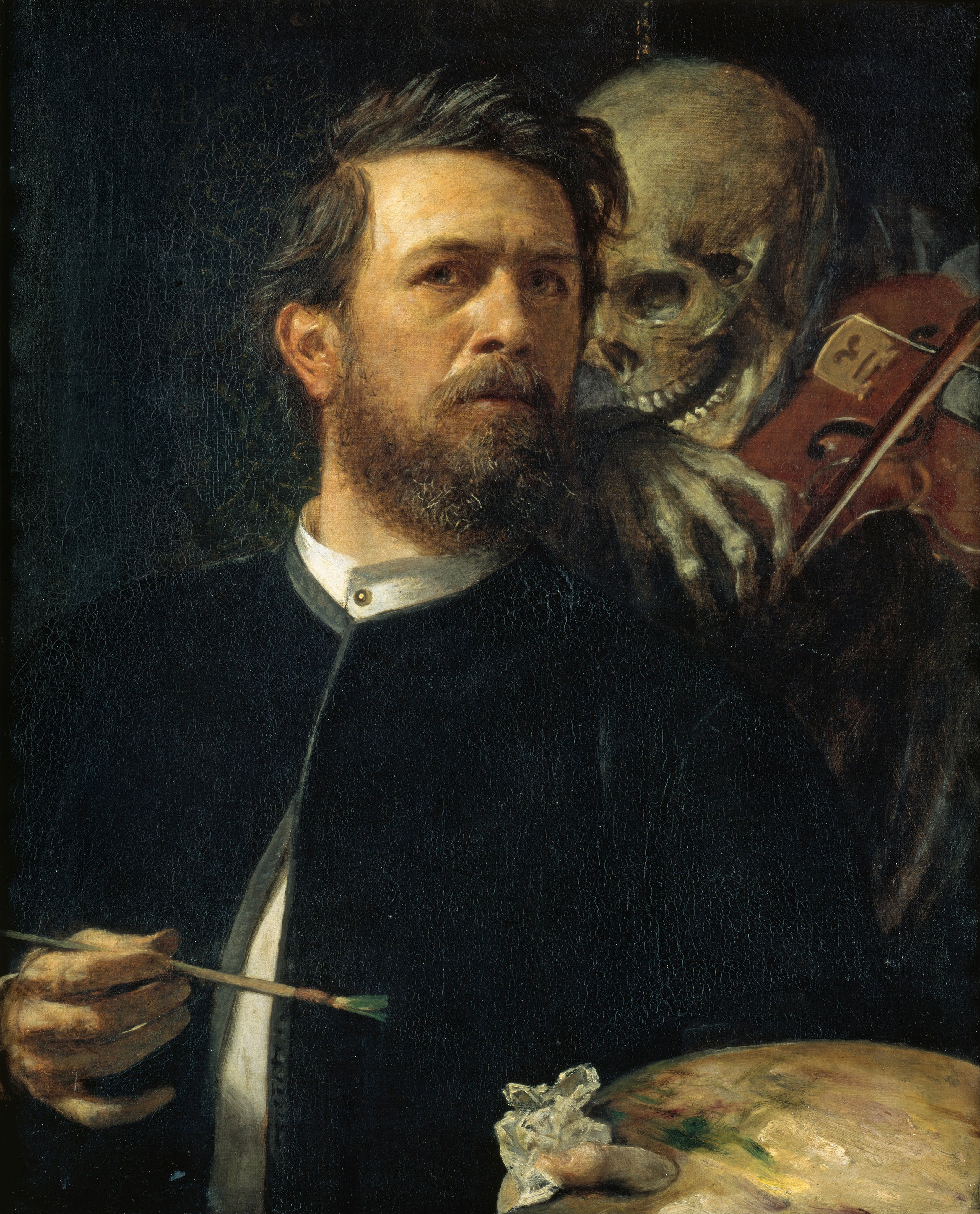
Arnold Böcklin, självporträtt, med Döden som spelar fiol.

Behandlingen och konvalescensen innebar att hon måste följa en sträng regim med fettrik diet, vila och stärkande promenader. I Davos hade hon också tillfälle att utforska kulturlivet i Davos. Där fanns teatrar, konstutställningar, symfoniorkester, restauranger, samt gott om tillfällen till utbildning för den unga Södergran, i stil med utbudet i Sankt Petersburg. Södergran började lära sig italienska, men fick även privatutbildning i engelska för att kunna läsa Charles Dickens och Algernon Swinburne på originalspråk.
Dessutom intresserade sig Södergran mycket för bildkonst och utforskade konstmuseerna i närliggande städer. Hennes favoritkonstnär var Arnold Böcklin. Kontakterna med litteraturen och den övriga bildningen blir viktig för Södergrans fortsatta litterära liv och något hon återkommer till i sitt författarskap. Troligen innebar vistelsen i Schweiz också det första mötet med futurismen, i form av den expressionistiska tidskriften Der Sturm.
Hon fortsatte att brevväxla med sina vänner, inklusive väninnan Jenny Barcker i Helsingfors och hushållerskan Kirsti Kaikkonen. Från sanatorietiden finns bevarat en anteckningsbok English Compositions, där hon skrivit korta biografisk texter och referat av artiklar hon läst på engelska. I häftet finns en essä om bland annat kvinnlig rösträtt och suffragettrörelsen. Hon intresserade sig för det politiska läget i Finland och för kvinnlig rösträtt, som infördes i Finland 1906. Det skulle dock dröja till riksdagsvalet våren 1919 innan hon själv röstade för första gången.
Efter maj 1912 kunde man inte påvisa några fler tuberkelbakterier i någon av hennes lungor. Mor och dotter Södergran passade på att resa omkring i Europa och besökte bland annat Luzern och storstäder som Berlin, München och Zürich. De reste också till Italien våren 1913. I maj 1913 återvände de till Raivola. På hösten återvände de tillbaka till Davos. Dr von Muralt skickade hem henne i mars 1914 eftersom hon inte längre hade problem med andningen. Efter det behövde hon bara besöka Nummela regelbundet för att fylla på kväve i den vänstra lungan. Men försöken var misslyckade och dessutom mycket plågsamma och till slut vägrade Södergran vidare behandling. Första världskrigets utbrott ledde till att Södergran inte längre kunde återvända till Davos.

### Litterär debut
Södergran ville testa om hennes poesi höll för publicering. Under ett besök i Helsingfors 1915 visade hon upp sina dikter, troligen det dikthäfte som försvann, för författaren och kritikern Arvid Mörne, som var mycket uppmuntrande. Litteraturkritikern Gunnar Castrén var mer tveksam, möjligen också för att han ansåg att Södergran var för anspråksfull. Att hon besökte svenskspråkiga litterära personer är talande för Södergrans beslut att skriva på svenska.
I maj 1916 kontaktade Södergran författaren Runar Schildt för att undersöka möjligheterna att få sina alster utgivna av Schildts förlag. Hans bror, förläggaren Holger Schildt, antog hennes poesi för utgivning och gav ut diktboken julen 1916, dock utan att kunna erbjuda henne något honorar. Diktsamlingen introducerade den nya kvinnan i svensk diktning och bygger vidare på Ellen Keys skrifter och Elisabeth Dauthendeys essä Vom neuen Weibe und seiner Liebe. En av Dauthendeys poänger var att kvinnan bör fokusera på sina väninnor. Södergrans debutdikter innehåller även kärleksdikter och dikter som på olika sätt behandlar kvinnans erotiska begär sexualitet.
I Dikter finns flera av Södergrans mest kända dikter, exempelvis den berättande "Dagen svalnar…", om mannens fokus på det kroppsliga framom kvinnans själsliga egenskaper. Diktens sista strof lyder:
| ”                 | Du sökte en blomma och fann en frukt. Du sökte en källa och fann ett hav. Du sökte en kvinna och fann en själ – du är besviken. | „ |
| – Edith Södergran | |   |

En annan välkänd dikt är Vierge Moderne ("Den moderna jungfrun"), som kunde vara inspirerad av Carl Jonas Love Almqvists androgyna Tintomara-figur.  Dikten innehåller starka erotiska symboler och har ofta tolkats genom ett psykoanalytiskt symbolspråk. Dikten hör till de allra mest citerade och inleds med stroferna: ”Jag är ingen kvinna. Jag är ett neutrum./ Jag är ett barn, en page och ett djärvt beslut.” På sin tid hörde den här dikten till de allra mest radikala.
Formmässigt skiljer sig Dikter avsevärt från Vaxdukshäftet. Debutdikterna är friare till sin form och saknar rim, vilket bröt mot den traditionella svenska poesin representerade av till exempel Johan Ludvig Runeberg och Zacharias Topelius. Däremot är naturbeskrivningarna och fin-de-siècle-pessimismen sådant som också förekommit tidigare i poesin i Norden. Diktsamlingen bottnar i en romantiska tradition men för samtidigt in en helt ny form och tematik i poesin. Ebba Witt-Brattström har lyft fram starka influenser från ryska silverålderns kvinnliga poeter och även den tyska poeten Elsa Lasker-Schüler. Hon visar också på hur reminiscenser från sanatorietiden i Davos återkommer i debutsamlingen.
Debutboken fick stor uppmärksamhet i dagstidningarnas kulturspalter. Samlingen recenserades abland annat i Dagens press, Hufvudstadsbladet, Finsk tidskrift och Nya Argus. Sammanlagt fick hon nio recensioner, vilket är fyra fler än Hagar Olsson fick vid sin debut samma år. Även om landsortspressen uttryckte viss förvåning över den nya stilen, fick boken generellt gillande omdömen i rikstidningar och tidskrifter. I dag uppfattas Södergrans debut som början på den lyriska modernismen i Norden. Södergran själv var dock besviken över bokens alla korrekturfel och hon var också missnöjd över urvalet av dikter. Förlaget hade strukit sådana som hon velat ha med.

### Krigsåren
1917 var ett turbulent år för Edith Södergran. I februari utbröt revolution i Ryssland till följd av första världskriget som förde med sig ekonomisk kris, svält och kaos. Kejsar Nikolaj II avsattes och en interimsregering tog över makten.

I september 1917  reste Södergran till Helsingfors där hon träffade flera recensenter och litterära personer: Runar Schildt, Ruth Hedvall, Olaf Homén, Jarl Hemmer, Hjalmar Procopé, Gunnar Finne, operasångaren Alexis af Enehjelm, Ture Janson, Eino Leino, Juhani Aho, L. Onerva och Hans Ruin. Mötena var ett sätt att både marknadsföra sig själv och att få legitimitet som författare. Hon ville bli en del av det litterära etablissemanget. Sammanträffandet med Ruin är ett av de få som dokumenterats i form av omedelbara dagboksanteckningar, medan de flesta andra är nedtecknade åratal efteråt. Ruins anteckningar har emellertid putsats innan de skickats vidare till Gunnar Tideström och det är på den bearbetade versionen en stor del av forskningen har baserats. Enligt Rahikainen slutade besöket i Helsingfors med att Södergran blev besviken för att hon de författare hon mötte var så borgerligt konventionella. Enbart den bohemiske Eino Leino uppfyllde hennes förväntan.

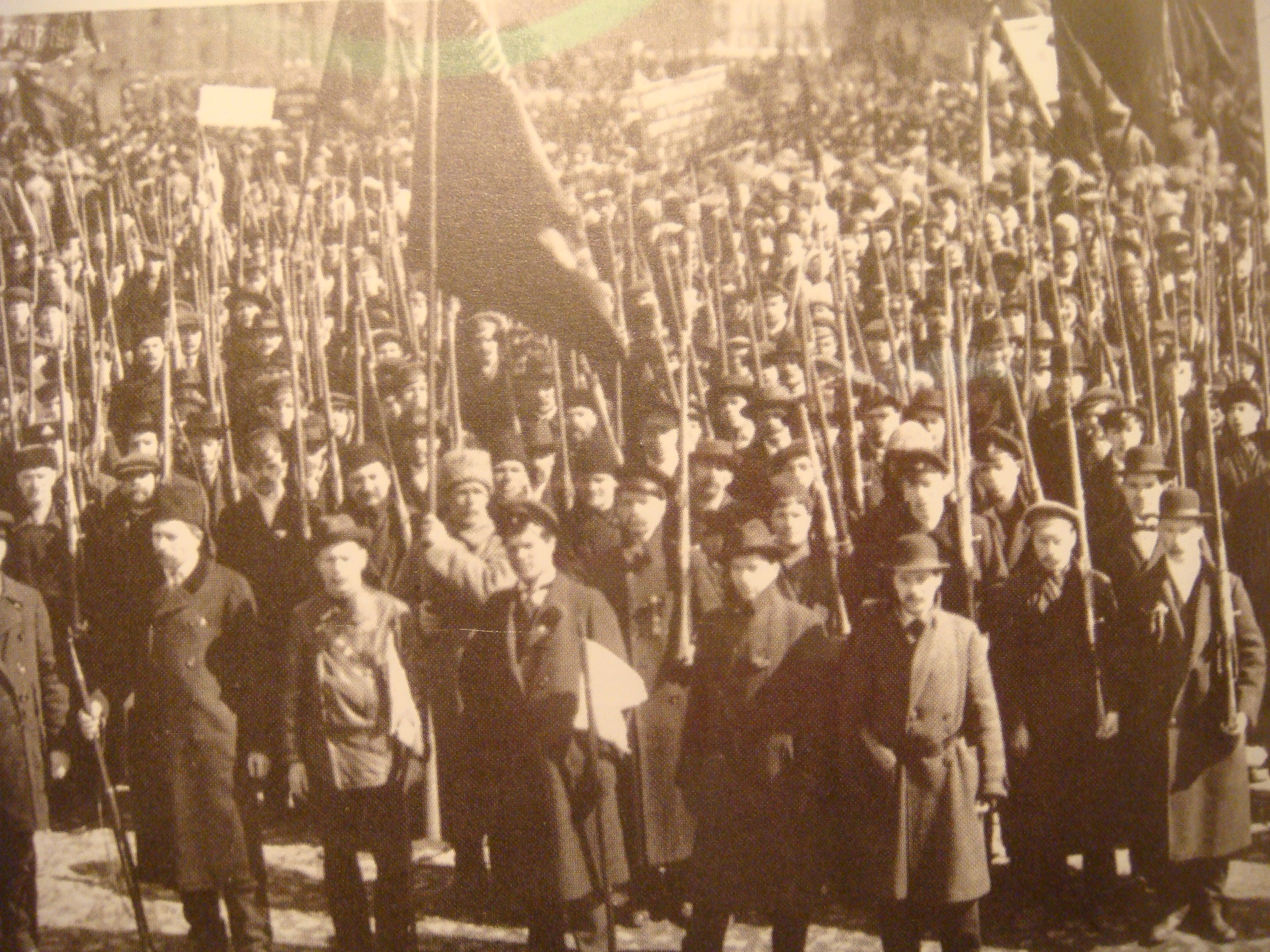
Oktoberrevolutionen i Petrograd 1917.

Oktoberrevolutionen innebar att tsarväldet definitivt var över i och med att bolsjevikerna, ledda av Lenin, tog makten. Efter det konfiskerades privat förmögenhet och börsen rasade. Södergrans och hennes moders ekonomiska tillgångar blev därmed plötsligt värdelösa, eftersom de placerats i ryska och ukrainska värdepapper. Södergran levde efter det på försäljningen av delar av deras egendom och från tillfälliga inkomster och ekonomiskt bidrag från förlaget och från andra författare.
Finland förklarade sig självständigt den 6 december 1917. Det ledde snart till vad som har kallats Finska inbördeskriget. Från januari 1918 blev Karelska näset en krigszon, när rödgardisterna ockuperade området.  Senare, då den vita sidan tagit över, hyrde Södergran och hennes mor ut den stora villan till den vita sidans stab. Familjen Södergrans borgerliga sympatier och dess antipatier mot den röda sidan, vars agerande orsakat att familjen förlorat sina pengar, har fått flera Södergran-biografer (till exempel Tideström respektive Ström) att dra slutsatsen att Edith Södergran och hennes mor ställde sig på den vita sidan. Enligt Rahikainen finns det dock inget i Södergrans brev som tyder på att hon skulle ha tagit ställning. Att familjen tog in den vita sidan i sin villa var mer följden av en nödvändighet än ett uttryck för familjens ställningstagande. Dessutom hade de en piga, Aino, som var rödgardist.
Efter hand tog den vita sidan över allt större områden i Finland och i mitten av maj 1918 avslutades kriget. Kriget ledde till en ekonomisk kris och svält i Finland, som förvärrades genom missväxt 1917. Gränsen till Ryssland på den östra sidan av Karelska näset stängdes, vilket gjorde att befolkningen i Raivola drabbades. De levde till en stor del på ryska sommargäster, och var beroende av tågförbindelsen till Petersburg. Södergrans tappade kontakten med sina vänner i staden och många av dem var balttyskar som flydde eller internerades.

### Septemberlyran
Tiden under kriget ägnade Edith Södergran delvis åt att skriva dikter. I juni 1918, strax efter krigsslutet, fick hon en förfrågan från Runar Schildt om ytterligare material som skulle kunna ges ut samma jul. För första gången fick hon också honorar (500 mark) för sina dikter.
Septemberlyran omfattade i original (utgåvan från 1918) 31 dikter, varav 9 är daterade till september 1918. En senare version (från 1949) innehåller dessutom ytterligare 14 dikter: 7 som Gunnar Tideström tagit från den outgivna Landet som icke är och 7 som förlaget tidigare valt bort. Tideströms version är den som de flesta senare utgåvor baserar sig på, men är alltså inte baserad på originalsamlingen. Dessutom skiljer sig dikternas ordningsföljd från varandra. 1990 utgavs originalversionen av Svenska litteratursällskapet i Finland, som gett ut Edith Södergrans samlade skrifter med kommentarer.
Jämfört med Dikter, som kan uppfattas mer drömsk och symbolisk, är Septemberlyran expressionistisk och nietzscheansk. Hennes poesi har gått in i en ny fas och inspirerad av Nietzsches konstnärsideal låter hon boken inledas med en kraftfull inledning där hon förklarar sin nya inriktning. Inledningar var vid den här tiden förhållandevis ovanligt. I bokens inledning beskriver hon sin nya poetik där hon bejakar den spontana och instinktiva dionysiska skaparkraften. Hon avslutar med den berömda sentensen: ”Det anstår mig icke att göra mig mindre än jag är.”

### Inspirerad av Nietzsche

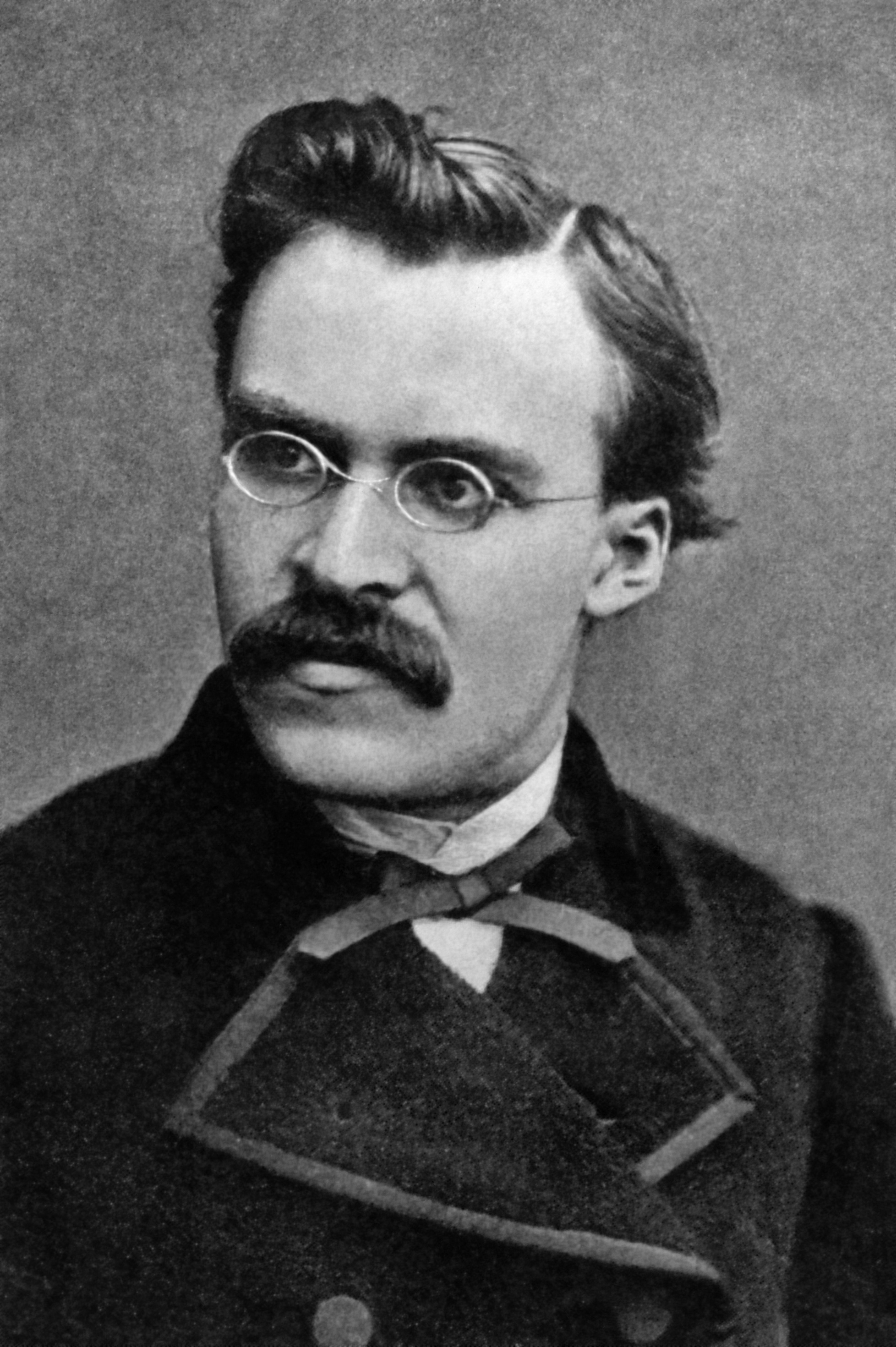
Friedrich Nietzsche, som inspirerade Södergran.

En äldre generation konstnärer och intellektuella före Södergran, upptäckte Friedrich Nietzsches skrifter, och hans idéer började spridas alltmer under 1870-talet och fick så småningom ett allt större inflytande på konstnärer även i Norden. Södergran läste Nietzsche, inte minst Så talade Zarathustra, men även Bortom gott och ont och troligen även Ecce Homo.
Hos honom fann hon styrkan att stå emot en obehaglig och förnedrande vardag. Clas Zilliacus menar att såväl nietzscheaner som kristna, mystiker och antroposofer har kunnat finna övertygelse i hennes diktning. Det nietzscheanska förekommer framförallt i hennes tre samlingar från 1918–1920. Frågor om hur man ska "bevara tapperhet och värdighet inför lidande, misär och livshotande sjukdom" blev centrala.
Carl-Göran Ekerwald, som skrivit en biografi över Nietzsche, menar att Nietzsche inte sökte något paradis bortom döden, utan såg tillfrisknande och balans som ett paradis. Dessutom kritiserade Nietzsche förnuftet, något som Södergran med sitt intuitiva sätt att skriva uppskattade. Nietzsches idéer om det heroiska med att bejaka smärtan inspirerade Södergrans författande. Ebba Witt-Brattström framhåller hur Södergran förankrade sin ideologi och sitt språk i Nietzsches retorik och ideologi. Något som flera andra kvinnliga författare även gjorde. De fick stöd i sin syn på den nya kvinnan i hans sätt att beskriva konstnären. Senare forskare hävdar att insändaren i kombination med den inledande anmärkningen är ett av de första litterära manifesten publicerade av en kvinna. 1910-talet var de konstnärliga manifestens gyllene tid och Södergran inspirerades förmodligen av det futuristiska manifestet.

### Den litterära debatten kringSeptemberlyran
Redan innan boken blivit recenserad skrev Södergran själv en insändare i Helsingforstidningen Dagens Press nyårsafton 1918, för att förklara en del av sina avsikter med dikterna. Denna insändare är en av de första poetikerna skrivna av en kvinna i Norden (efter Fredrika Runebergs Min pennas saga, i slutet av 1860-talet och början av 1870-talet, dock utgiven först 1946).
| ”                                            | Denna bok är icke avsedd för publiken, knappast ens för de högre intellektuella kretsarna, endast för de få individer som stå närmast framtidens gräns. […] Det nya framträder klart i ”Är jag en lögnare”, ”Framtidens tåg” och det sista fragmentet. Ur dessa dikter strömmar en högre eld, en mäktigare lidelse än icke endast ur mitt förflutnas konstverk. Jag kan icke hjälpa den som icke känner att det är framtidens vilda blod som pulserar i dessa dikter. Den inre elden är det viktigaste människan äger. Jordklotet tillhör dem som inom sig bära den högsta musiken. Jag vänder mig till de sällsynta individerna och uppmanar dem att höja sin inre musik, detsamma som att bygga på framtiden. Jag offrar själv varje atom av min kraft för mitt höga mål, jag lever helgonets liv, jag fördjupar mig i det högsta människoanden frambragt, jag undviker alla inflytelser av lägre art. Jag betraktar det gamla samhället som modercellen, som bör stödjas till dess individerna resa den nya världen. Jag uppmanar individerna att arbeta endast för odödligheten (ett falskt uttryck), att göra det högsta möjliga utav sig själva – att ställa sig i framtidens tjänst. Min bok skall icke hava förfelat sitt mål om en enda individ får syn på det oerhörda i denna konst. Jag är säll att hava gjort dessa dikter; det finnes intet mått med vilket man kan mäta vidden av den tjänst förlaget gjort mig i det det givit ut dem. Nya tider stunda. Vad Hemmer frambesvärjer i sin dikt ”Pelaren”, förbereder sig i verkligheten. Jag hoppas att jag icke blir ensam med det stora jag har att hämta. | „ |
| – Edith Södergran, ”Individuell konst”, 1918 | |   |

I stället för att förklara, lyckade insändaren (tillsammans med inledningen) provocera fram den första debatten om modernismens obegripliga poesi på svenska språket – en debatt som liknade debatterna kring till exempel Birger Sjöberg, Peter Weiss och Erik Lindegren. Debatten kring Septemberlyran som försiggick framför allt i den då konservativa rikstidningen Hufvudstadsbladet. Flera av kommentarerna handlar om att en tämligen okänd kvinnlig poet utan omsvep beskriver sig som talangfull och med egna anspråk.
Hagar Olsson (1893–1978), som skrev för Dagens Press och var en tongivande kritiker, kallade Södergrans diktning "banal", men visade ändå prov på att ha uppskattat de nietzscheanska och modernistiska dragen. Olssons recension fick Södergran att skriva ett både passionerat och ilsket brev till henne. Det blev starten för en livslång vänskap och allians. Olssons egna författargärning har dock läng hamnat i skuggan av vänskapen med Södergran.

### Vänskapen med Hagar Olsson

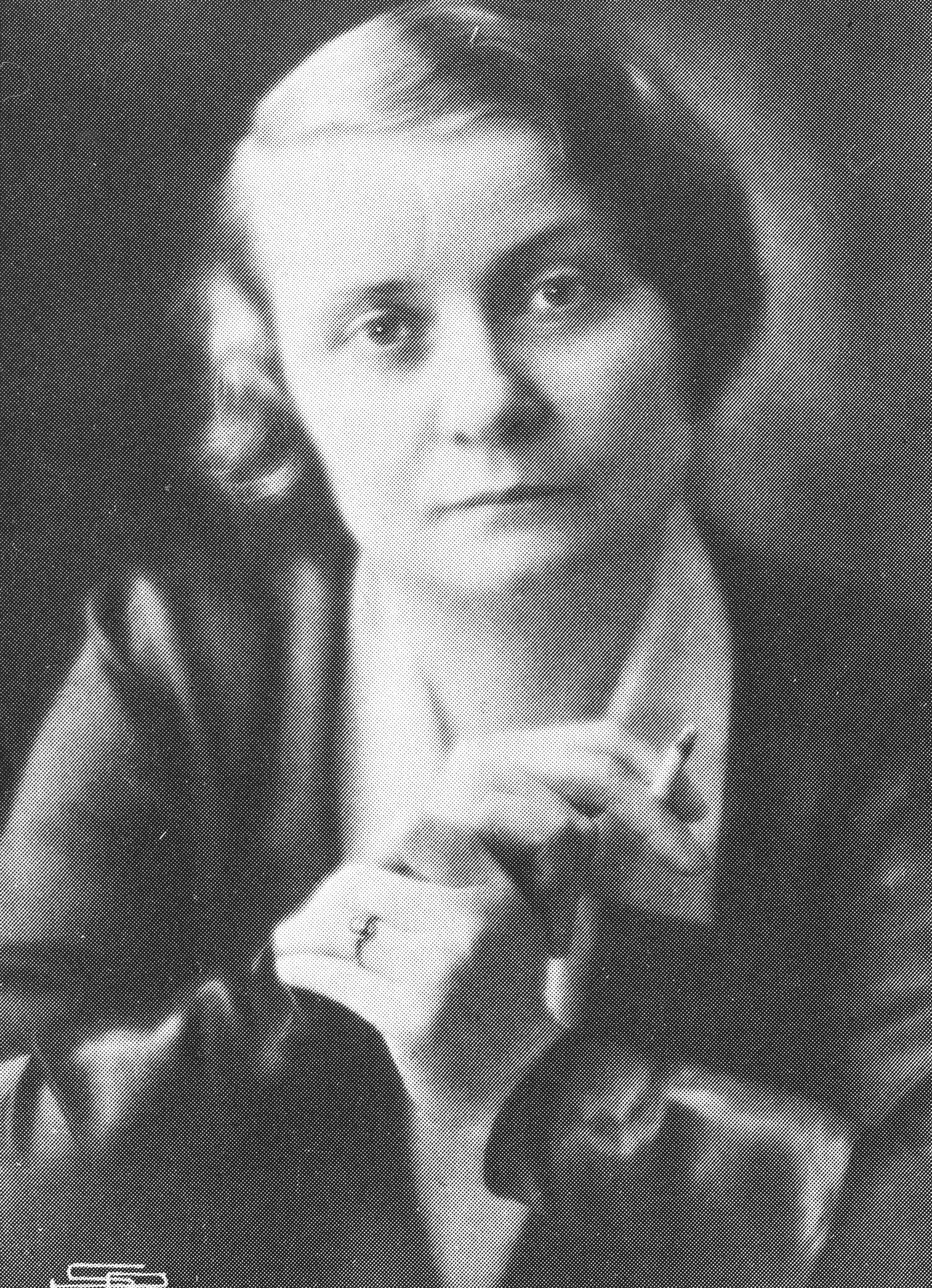
Hagar Olsson, som Södergran brevväxlade med under många år efter att Septemberlyran utkom, och som tillsammans med Elmer Diktonius gav ut Södergrans postuma verk Landet som icke är.

Södergran och Hagar Olsson började korrespondera i januari 1919. 
| ”                                                  | Hur gammal är Ni? Hälsa? Nerver? Jag önskar att Ni vore frisk och orkade. Giv kort biografi! Fru eller fröken? Lärdomsgrad? Jag: residens: Raivola, Petrischülerin, lungsot vid 16 års ålder, Nummela, Davos, konstgjord pneumothorax, väntar på tuberkulosmedlets uppfinning | „ |
| – Ur Edith Södergrans andra brev till Hagar Olsson | |   |

Det fanns många likheter mellan Södergran och Olsson: de var nästan jämngamla, de hade båda vuxit upp på Karelska näset, de hade en liknande social bakgrund och bildningsnivå. Prästdottern Hagar Olsson hade gått i en av Finlands bästa flickskolor i Viborg. Båda var nyfikna världsmedborgare och talade flera språk. De ifrågasatte traditionella patriarkaliska maktstrukturer och intresserade sig för idéer kring den nya kvinnan, och dessutom fascinerades de av Friedrich Nietzsche och den nya litteraturen, som senare kom att kallas modernism.
Men till skillnad från Olsson hade Södergran dock rest runt mer i Europa och kände till mer om den samtida ryska poesin. Olsson däremot hade en bredare intressesfär och lönearbetade.
Början av deras relation kretsade kring nietzscheanismen och futurismen, exempelvis hur man ska sprida kunskapen om dessa estetiker i Finland. Den då mest kände futuristen, Igor Severjanin (Igor Vasiljevits Lotarev), en författare som Södergran beundrade, var en av dem som hon ville bjuda in för att grunda en konstnärskoloni.
Redan i februari samma år träffades väninnorna för första gången, när Olsson besökte Raivola under några dagar. Sammanlagt skulle de komma att träffas fem gånger. Under de närmaste fyra åren fram till Södergrans död skickade hon över 90 brev till Olsson (av de 250 som finns bevarade). Dessa brev är den huvudsakliga källan till kunskap om Södergrans liv under drygt tre år, vilket är problematiskt eftersom Södergran enbart sällan beskriver sitt privata liv och i de fall hon gör det är mån om att visa upp en bild som en skapande konstnär. I början av brevkontakten är tonen i Södergrans brev översvallande positiv, men när Olsson blir poeten alltmer irriterad och till och med svartsjuk. Olsson innebar en förändring för Södergran som i egenskap av ensambarn varit avgudad av modern och ofta fått sin vilja igenom.  I breven till Hagar Olssons framstår Södergran ibland som en ganska besvärlig och krävande vän.
1955 gav Olsson ut delar av brevväxlingen mellan henne och Södergran, kommenterade av Olsson. Olssons brev till Södergran har dock inte bevarats, och det gör att hennes del i relationen är konstruerad i efterhand, 30 år senare. Det var också Olsson som redigerade diktsamlingen Rosenaltaret och satte Södergran i kontakt med Elmer Diktonius i mars 1922, vilket i viss mån blev en avlastning för Hagar Olsson som intellektuell sparringpartner till Södergran. Ebba Witt-Brattström har lyft fram hur de två inspirerade varandra i en form av ”systermodernism”.
Mot slutet av Södergrans liv gled vännerna isär och kontakten kom mest att handla om Södergrans översättningsarbete, men ett av Södergrans sista brev var till Olsson.

### Senare diktning och aforismer
Åren 1918–1919 utgör Södergrans mer produktiva perioder. Bara fem månader efter Septemberlyran kom Södergrans nästa diktsamling, Rosenaltaret (1919). Liksom förra gången fick hon 500 mark i honorar av Schildts förlag.
Samlingen är liksom föregångaren inriktad på skönhet och känslan av att vara utvald. Till Olsson, "systern", är en diktsvit i Rosenaltaret anonymt dedicerad. Den diktsviten var mer lekfull än de övriga dikterna och dessutom en av Södergrans personliga favoriter. En annan dikt är tillägnad doktorn Ludwig von Muralt.
Diktsamlingen är fylld av sagomotiv, som drottningar, feer, älvor och likaså motiv från skräcklitteraturen, som fantomer, demoner och vampyrer. Dessutom finns starka nietzscheanska anspelningar med en tempelprästinna som en av berättarrösterna och Zarathustra som blir omnämnd. Även gudarna Diana, Afrodite och Vishnu förekommer.  Ebba Witt-Brattström framhåller det återkommande Snövitmotiv som är särskilt starkt i Rosenaltaret men som förekommer redan i Vaxdukshäftet.
Mottagandet av Rosenaltaret var svalare, men kritikern och författaren Arvid Mörne i Dagens Press menade att Rosenaltaret  avslöjar ”en enastående lyrisk bildfantasi”.
1919 skickade Södergran också in två andra böcker till Schildts, som var tänkta att ges ut tillsammans under titeln Planeterna stiga. Den ena var en samling aforismer, som gavs ut som ett separat verk och som kom att få titeln Brokiga iakttagelser. Den tunna volymen innehöll 74 aforismer och gavs ut den hösten. Brokiga iakttagelser har inte fått lika stor uppmärksamhet som Södergrans övriga texter. Bland hennes aforismer finns flera som kretsar kring Napoleon och Nietzsche, vilket kan bero på Södergrans behov av en stark ledare som kunde vända situationen på Karelska näset. Tua Forsström kritiserar i sin essä Den heta villan Södergrans elitism och pekar framför allt då på Brokiga iakttagelser, något som Forsström menar gör aforismsamlingen till Södergrans lågvattenmärke.  Senare forskning har sett större förtjänster i aforismsamlingen och 2010 utgav Ellerströms en samlingsvolym med alla aforismer, såväl Brokiga iakttagelser som aforismsviten Tankar om naturen från 1922 och dessutom som ett tillägg, några anteckningar från sanatorietiden.
Den andra boken, diktsamlingen Framtidens skugga, beslöt förlaget att vänta med för att inte störa försäljningen av aforismsamlingen. Att böckerna skildes åt gav aforismsamlingen en tyngd som Södergran aldrig hade avsett att den skulle ha. Tiden gjorde också att Södergran hann gå in i en ny fas, och till och med tyckte att den sent inskickade dikten "Animalisk hymn" var föråldrad och fadd.
Med diktsamlingen Framtidens skugga – det första förslaget till titel var "Köttets mysterier" – kulminerar Södergrans manande visioner, och den närmast kosmiska glöden i dikterna talar om en förnyad värld efter de krig och katastrofer som nu härjar över jorden – Raivola var som tidigare nämnts krigszon 1918 och även senare kunde Södergran höra kanoneld från köksfönstret. Hon kunde följa upproret i den ryska marinbasen Kronstadt, som låg några mil söderut i Finska viken. Några dikter kretsar kring en kvinnlig figur som jonglerar med planeter och stjärnor, medan andra frångår den nietzscheanska övermänniskan som förkunnar och går mot en mer rogivande natur, som i Södergrans diktsamlingsdebut. I dikten ”Makt” skriver hon: ”Jag följer ingen lag. Jag är lag i mig själv./ Jag är människan som tager.”
Poeten ikläder sig rollen som spåkvinna, härförare eller helt enkelt den av Eros utvalda förmedlaren:
| ”                                     | […] Jag känner dig, Eros: du är icke man och kvinna, du är den kraft som sitter nerhukad i templet för att resa sig, vildare än ett skrän, häftigare än en slungad sten slunga ut förkunnelsens träffande ord över världen, ur det allsmäktiga templets dörr. | „ |
| – "Eros hemlighet", Framtidens skugga | |   |

Det visionära tonläget till trots var Edith Södergran under den här exalterade perioden ateist. Den förvandling hon skriver om, tänkte hon sig, skulle skapas av en ny mänsklighet ledd av "de starkaste andarna" (Nietzsches övermänniskor, se till exempel dikterna Botgörarna och Först vill jag bestiga Chimborazzo). När hon så småningom gav utrymme för en mer positiv tilltro till naturen och gudomen i sina dikter betydde det en viss avlastning av de extatiska förväntningar som höll henne lyft över vardagen – en väntan och uppladdning som inte kunde hållas uppe hur länge som helst – men också ett begynnande avsked till de nietzscheanska framtidsvisionerna. Den andra delen av Framtidens skugga innehåller flera dikter om döden.
Under hösten 1919 jämförde Irene Leopold i en recension i Hufvudstadsbladet Södergrans och Olssons prosalyrik, där de tillsammans med Ragnar Ekelund betecknas som Finlands enda "tvättäkta expressionister".

### Antroposofi och kristendom

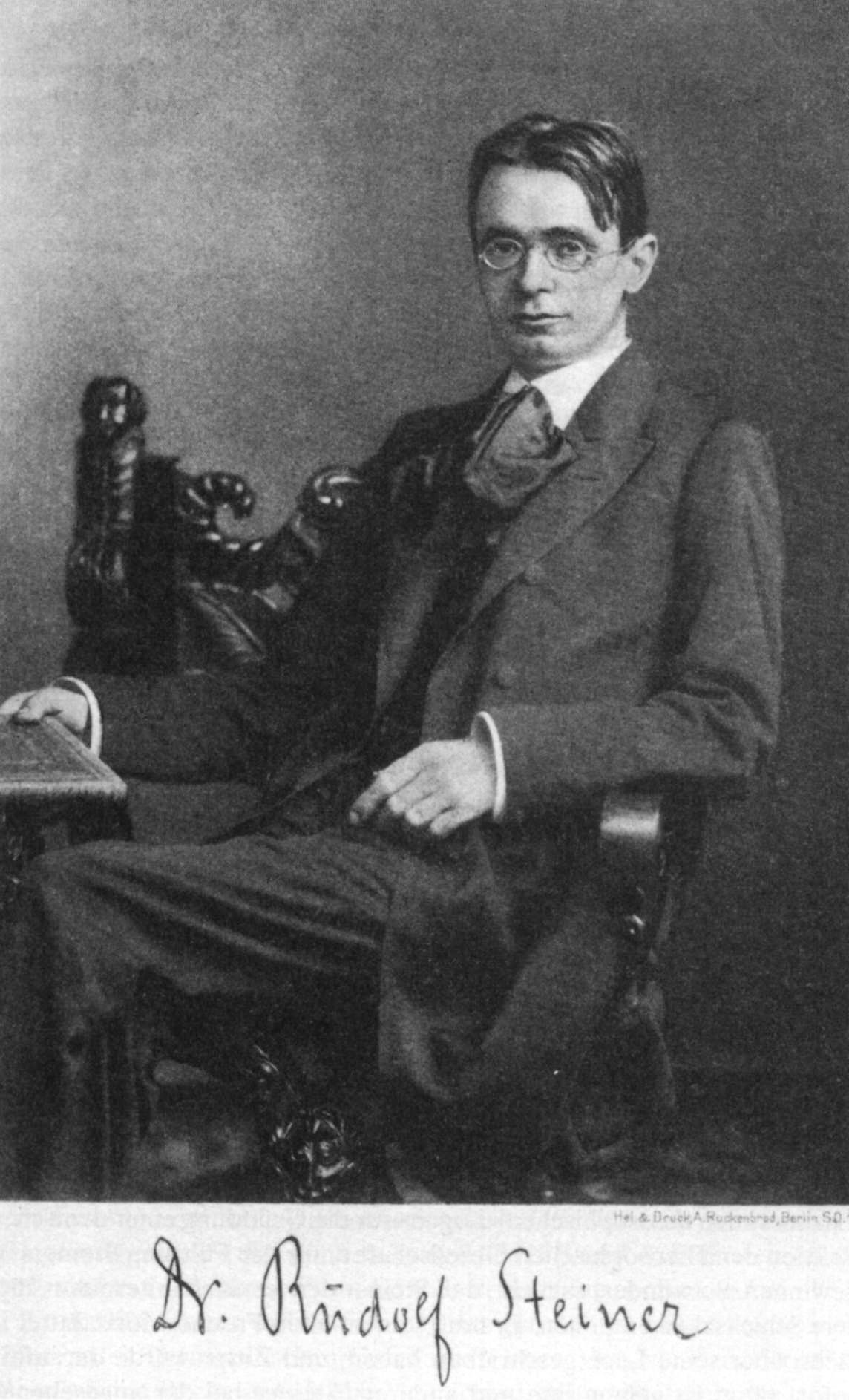
Rudolf Steiner, som grundade antroposofin.

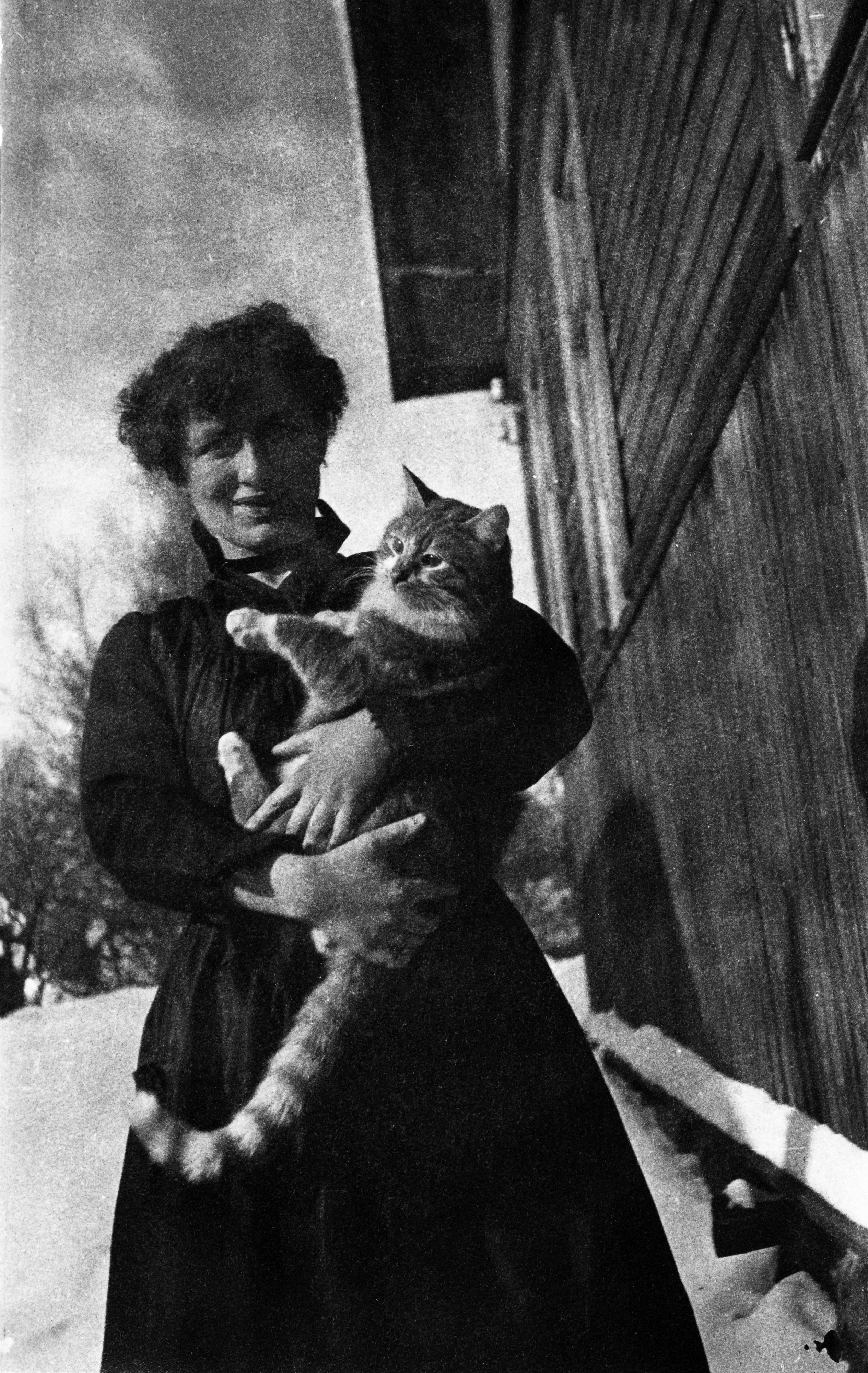
Södergran med katten Totti.

Under 1920 fick Södergran spanska sjukan och blev sängliggande med feber. Tiden ägnade hon bland annat åt att läsa. Efter att ha läst och hänförts av Hagar Olssons bok Kvinnan och nåden började Södergran att närma sig de kristna föreställningarna, något som blev alltmer märkbart i hennes senare texter. Det skapade bland annat en, enligt Olsson, omöjlig ansats att förena Gud och Nietzsche. Efter att först ha varit skeptisk (hon har sedan ungdomen varit rädd för det övernaturliga) läste hon allt fler av Rudolf Steiners antroposofiska texter, med större förtjusning. Södergran ville rekrytera fler antroposofer och delgav Olsson och författarkollegerna Vilhelm Ekelund, Frans Eemil Sillanpää och Elmer Diktonius sitt nyfunna intresse. Hon utgick från att de delade hennes entusiasm, men blev besviken över att Olsson inte delade hennes förtjusning. Efter att ha fått två oväntade summor pengar (en från förlaget Schildts och en som insamlades av Finlands svenska författareförening), kunde Södergran gå med i Antroposofiska samfundet eftersom vissa delar av Steiners skrifter enbart var tillgängliga för medlemmar. En stor inspiration var Steiners Kärnpunkterna i den sociala frågan, som Södergran kopplade ihop med Nietzsches läror. Det  har bland biografiförfattare spekulerats om Södergrans politiska läggning, såväl Tideström som Ström menar att Södergran var en "politisk oskuld", en uppfattning de baserade på bland annat Helena Södergrans minnesanteckningar och en enkät från uppslagsverket Vem och vad som poeten besvarade. Ebba Witt-Brattström för däremot fram att Södergran var mycket politiskt medveten och hade radikala politiska intressen som hon förmedlade genom sin poesi, och detta framför allt i ungdomsdikterna.
Efter en period med stora svårigheter – hennes älsklingskatt Totti sköts till döds, perioden med spanska sjukan, och mor och dotter Södergran hamnade i ekonomiskt trångmål – fick Södergrans svårigheter att förena Nietzsche och Steiners läror henne att överväga att sluta skriva poesi. Hon upplevde att antroposofin hindrade henne att skapa. Hennes extas från Septemberlyran var borta och därmed också lusten att skriva. Hon fortsatte att utforska Steiners läror, engagerade sig perifert i Röda korsets hjälpinsatser och övervägde att ta anställning som översättare.
Särskilt engagerade hon sig i de flyktingar som tog sig över isen från Kronstadt, då ryska matroser genomförde ett uppror mot den bolsjevikiska ledningen. Matroserna internerades i koncentrationsläger på Karelska näset.
Hösten 1920 träffade Södergran församlingssystern Svea Öberg, som också bodde i Raivola. Öberg inspirerade Södergran att läsa Nya testamentet och Psaltaren, något som gav hennes längtan efter en mer känsloinriktad religion än Steiners naturfilosofi.
Nyårsafton 1921 avslöjade Södergran att hon höll på att översätta Olssons lite högtravande roman Kvinnan och nåden till tyska.

### Relationen till Elmer Diktonius

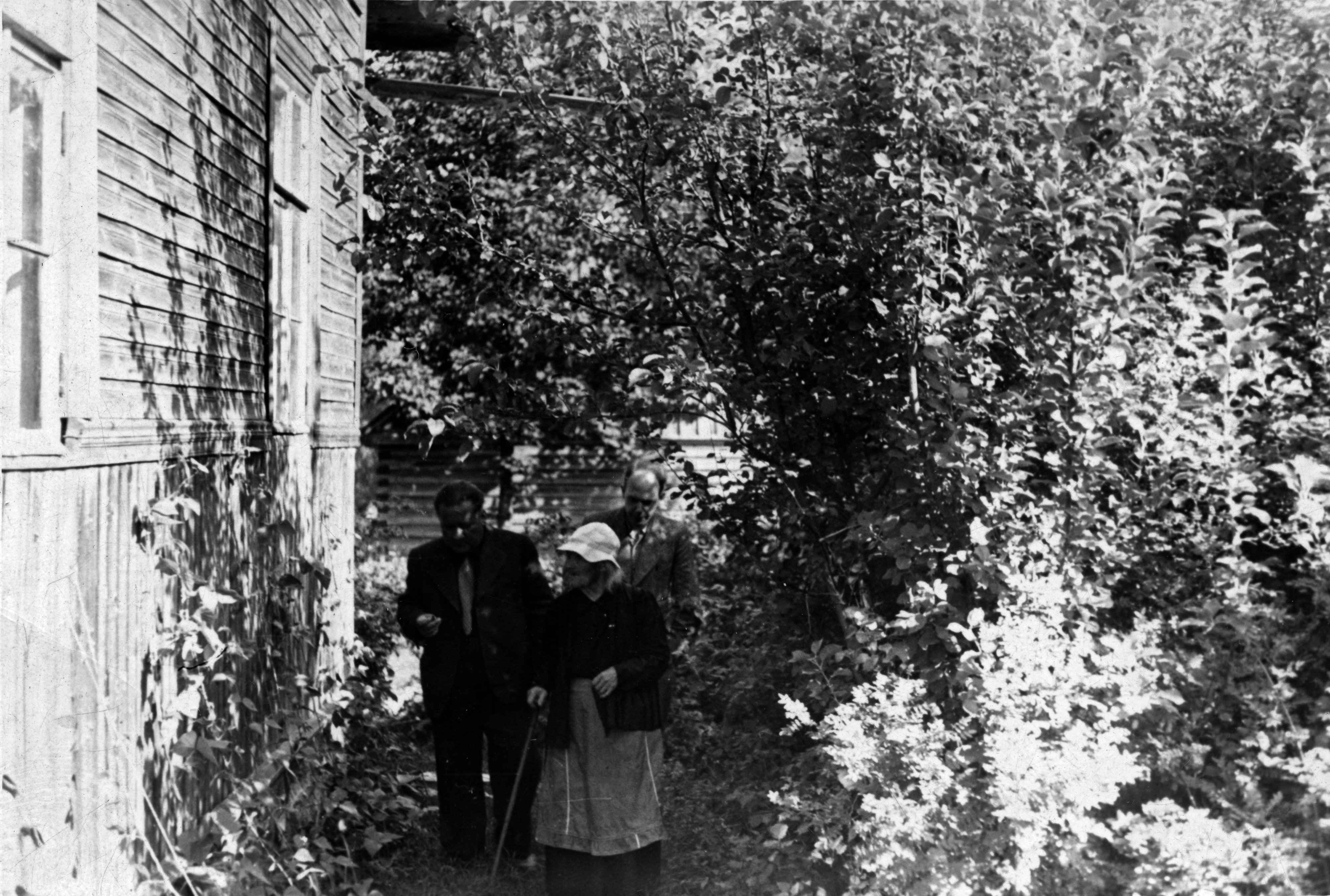
Helena Södergran med Elmer Diktonius och Gunnar Ekelöf 1937. Foto: Ebbe Linde

I mars 1922 träffar Södergran för första gången Elmer Diktonius (1896–1961), som på uppmaning av Hagar Olsson åkt till Raivola. Den unge Diktonius hade musikalisk bakgrund, men hade nyligen debuterat som författare och litteraturkritiker, och Olsson såg därför i honom en tänkbar ny vän till Södergran. Södergran och Diktonius kom bra överens. Efteråt rapporterade Diktonius till Olsson:
| ”                 | Ja vet Ni: det strålar ju av henne. Södergran. Och ingen mänska har jag sett le som hon. Så övermänska och så litet mänska. Ingen kropp men ett härligt huvud. Hon sade: Hagar hatar mig visst. Jag försäkrade nej, inte kan man hata en sådan. | „ |
| – Elmer Diktonius | |   |

Hon beskriver sig sålunda för Diktonius: "Mitt yttre öde har tre utpräglade linjer, ensamhet, sjukdom, ingen uppfyllelse av jordiska önskningar."
Under den här tiden hade Södergran flera konflikter med Olsson och tidvis slutade hon skriva till Olsson och riktade sig i stället till Diktonius, bland annat för att fråga om dikter att översätta till tyska. Under 1922 arbetade Södergran med att översätta finlandssvenska diktare (inklusive Diktonius, Hagar Olsson, Ragnar Rudolf Eklund, Erik Grotenfelt, Jarl Hemmer och hon själv) till tyska, för vidare spridning i världen. Projektet var ambitiöst, och Hagar Olsson varnade Södergran för att översättningar av tämligen okända poeter troligen skulle refuseras i Tyskland, något som hon trodde skulle tära hårt på Södergran. Under hösten 1922 blev Södergrans översättningsarbete klart och hon skickade det via några vänner till det tyska förlaget Rowohlt. Krisen i den tyska ekonomin efter första världskriget gjorde att Södergrans bok refuserades. Hon beslutade därför att bekosta tryckningen själv, men efter flera turer med det tyska förlaget ändrade hon sig och brände manuskriptet (förutom hennes översättning av Olssons roman Kvinnan och nåden (1919).

### Ultraoch en begynnande berömdhet
Under 1922 startade Olsson och några andra den modernistiska litterära tidskriften Ultra. Olsson försökte få Södergran att bidra, men hon var från början tveksam, eftersom hon var rädd att tidskriften var för politisk. Efter att ha fått se det första numret i förväg skickade hon dock flera bidrag, såväl dikter som essäer, och en artikel om sin idol, ego-futuristen Igor Severjanin. Olsson lyckades så småningom också argumentera för att Ultra skulle ha ett temanummer om Edith Södergran. I det numret publicerades flera av Södergrans dikter, samt en av Diktonius skriven artikel med titeln "Edith Södergran. Kritisk hyllning". Södergran hade dock gått vidare i sin diktning och ville inte kännas vid den beundrande beskrivning Diktonius gjorde av henne och hennes dikter. Även om Ultra aldrig blev ett långvarigt projekt bidrog den till att allt fler läsare fick upp ögonen för Södergran, och Diktonius gjorde sitt för att hennes dikter skulle spridas. Bland annat ägnade han en hel artikel åt Södergran i en större serie artiklar i Arbetarbladet, och tog då upp hur illa hon hade behandlats av kritikerna, samt att hennes dikter inte längre gick att köpa. Senare skrev han om henne även i tidningen Frihet och i flera finska tidningar och tidskrifter.
Att Södergran fick större berömmelse beskriver också det att hon medverkade i en diktantologi i januari 1923, då litteraturforskaren Erik Kihlmans Ur Finlands svenska lyrik utkom. Där finns hela 14 dikter av Södergran.
I samma veva övergav hon slutligen den nietzscheanska perioden, bland annat på grund av brevväxlingen med Elmer Diktonius. Hon insåg att hennes diktning kunnat inbjuda till en destruktiv och skadlig politik. Det var något hon inte ville vara ansvarig för. Under andra halvåret 1922 började hon därför skriva igen. Hon författade både dikter och aforismer, och i dem finns en naturmelankoli och uppgivenhet inför döden.

### Den sista tiden
Hösten och vintern 1922 samt våren 1923 fick Södergran allt svårare att andas och hennes allmäntillstånd försämrades. Hennes relation till Olsson förbättrades samtidigt, och Olsson ville att Helena Södergran skulle skicka sin dotter till sanatorium. Men dottern hade redan 1914 beslutat sig för att vägra vård på sjukhus.
Under våren 1923 fick hon en anonym donation (från Jarl Hemmer, förmedlad genom Hagar Olsson).
Södergran beskrev i sina sista brev till bland andra Olsson och Diktonius hur hon hade svår andnöd. Hon var dock på gott humör.
| ”                                                      | Glöm inte bort mig nu, starka storm. Fick ett kort från Hagar, Les Avants narcissfälten. Det är en mycket hård tid för mig nu. Svag. Tål inte ljusets retning, inte ljudets. | „ |
| – Ur Edith Södergrans sista brev, till Elmer Diktonius | |   |

Under den sista tiden förstörde hon alla brev hon hade fått, tillsammans med flera dikter. Hon ville inte bevara något för ”likmaskar som skriver biografier”.
Edith Södergran avled lugnt och stilla midsommardagen 1923 i sitt hem i Raivola. Efter hennes död hittade modern vad som troligen var hennes sista dikter, Ankomst till Hades och den fromma Landet som icke är, som senare blivit en av Södergrans mest älskade. Båda har tolkats som religiösa, men uppvisar inte några entydiga kristet religiösa tecken.
Södergrans död kom som en chock för de flesta i hennes närhet. Hagar Olsson fick dåligt samvete för att hon inte hade besökt Raivola på den senaste tiden, en omständighet som möjligen var orsaken till att hon inte skrev någon minnesruna förrän ett halvår efter väninnans död. Elmer Diktonius skrev däremot en nekrolog i Arbetarbladet:
| ”                                                                          | Nordens unga diktargeneration har förlorat sin stora lilla mor. Världen har förlorat en av alla tiders största skapande kvinnor. Finland har förlorat något som det sällan ägt: ett geni, ett snille. | „ |
| – Elmer Diktonius, Arbetarbladet, 6 juni 1923, citerad i Rahikainen, kap 4 | |   |

Diktonius betonade också hur sjuk Södergran hade varit. Kontrasten mellan sjukdomen och hennes snille är den bild han ville måla upp, och som en av dem som skrev mest om Södergran lyckades han också sprida den bilden. Men Diktonius reagerade också på att Arthur Eklund beskrev Södergrans hemort Raivola som provinsiell. Den bilden av Raivola har senare spritts och även letat sig in i Södergranstudierna.
Ture Janson skrev en kåserande text i Allas Journal över flera personer som avlidit, och blev därmed en av de första som rubricerade Södergran som modernist. Den tidigare något kritiske Jarl Hemmer jämförde henne med heliga Birgitta, Swedenborg och Almqvist, eftersom de alla delade de profetiska elementen. Många av de minnestexter som tillkom kort efter Södergrans död övergav frågan om hennes dikter var bra eller dåliga, och övergick till att diskutera hennes plats i Finlands svenskspråkiga litterära kanon, eftersom det stod klart att hennes diktning hade kommit för att stanna.

### Södergrans grav och de sista dikterna

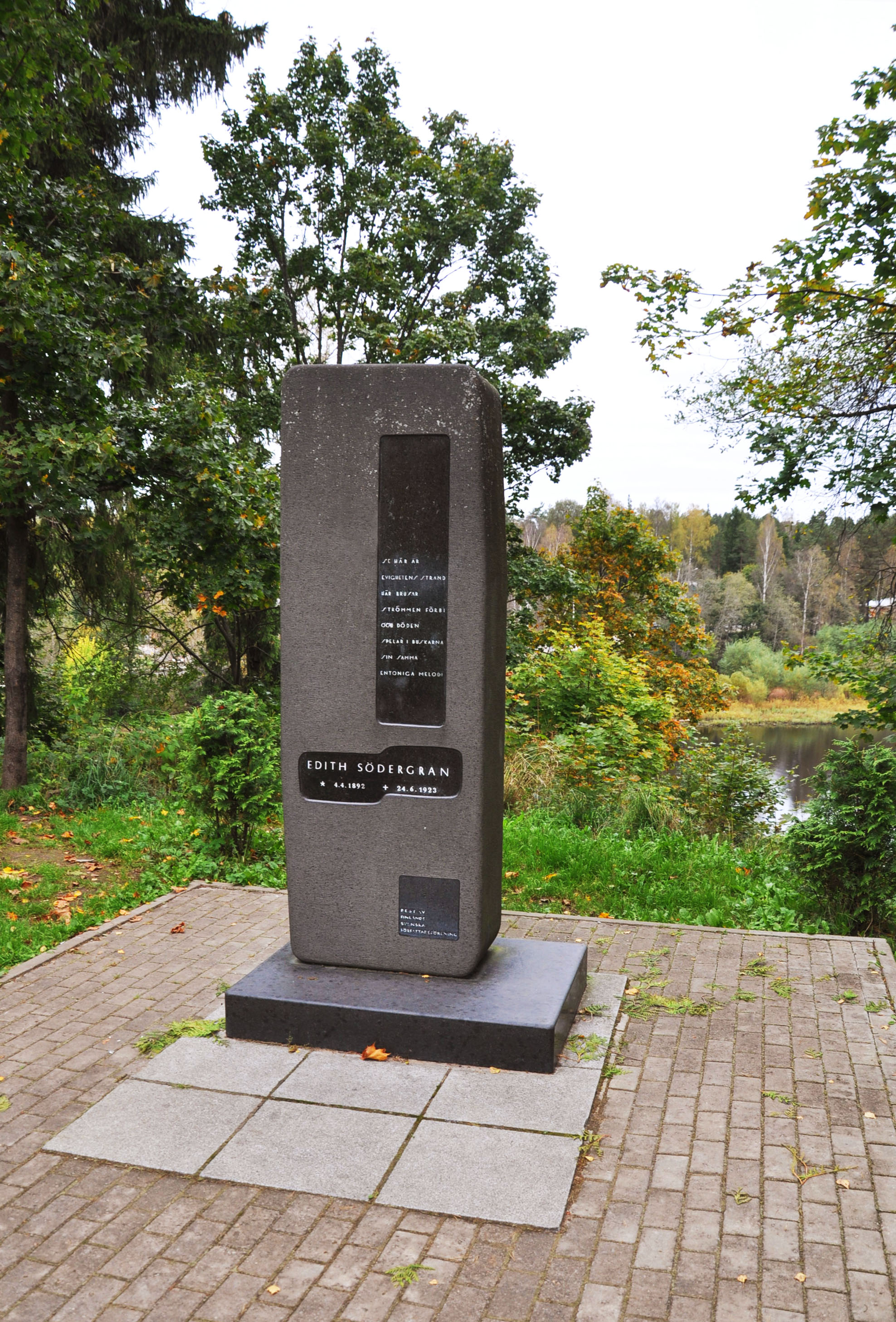
Edith Södergrans minnessten.

Södergran begravdes på kyrkogården i byn, med ett enkelt träkors som gravvård. Närvarande var drygt ett trettiotal personer från byn.
Hennes sista dikter samlades och redigerades av Elmer Diktonius och fick ett förord av Hagar Olsson. Förlaget Schildts betalade 2000 mark för diktsamlingen, vilket är det största honoraret som betalats för någon av hennes böcker. Samlingen gavs ut år 1925 under namnet Landet som icke är.
Efter sin dotters död upplevde Helena Södergran hur såväl beundrare som journalister besökte Raivola. Tio år efter Södergrans död byttes det enkla träkorset ut mot en minnessten av skulptören Wäinö Aaltonen. Gravstenen förstördes under andra världskriget då Raivolas kyrka och gravgård skövlades. År 1960 uppförde Finlands svenska författareförening en minnessten med en av Södergrans dikter som inskription:
| ”                                       | Se här är evighetens strand, här brusar strömmen förbi, och döden spelar i buskarna sin samma entoniga melodi. | „ |
| – Edith Södergran: "Ankomst till Hades" | |   |

Modern bodde kvar i byn till 1939. I samband med att byn evakuerades under vinterkriget flyttade Helena Södergran till Jorois och avled strax efter det. Strax därefter förstördes Raivola, och både kyrkan och Södergrans hus brändes ner. Edith Södergrans gravvård är sedan dess försvunnen.
Genom freden i Moskva 1940 blev byn sovjetiskt territorium, och den hör än idag till Ryssland. På ryska heter Raivola Rosjtjino (ryska: Рощино). Fram till Sovjetunionens fall var möjligheten att besöka byn mycket begränsad. Av Edith Södergrans hem återstår nu ingenting. 1995 återuppfördes den ortodoxa kyrkan  på samma plats som den tidigare kyrkan. 1992, 100 år efter Södergrans födelse, restes en staty över hennes favoritkatt Totti i Södergrans trädgård.

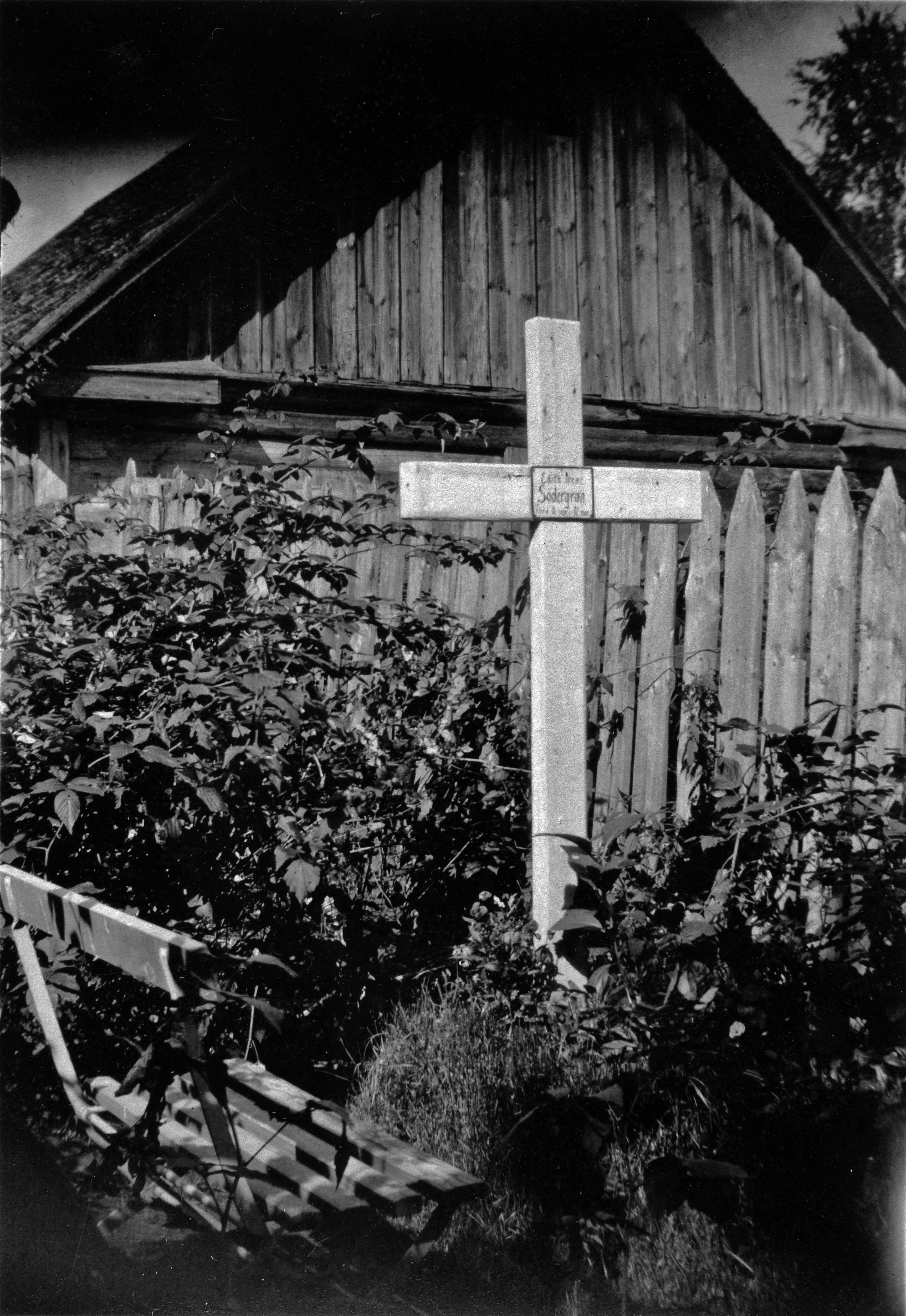
Södergrans grav, med ett enkelt träkors.
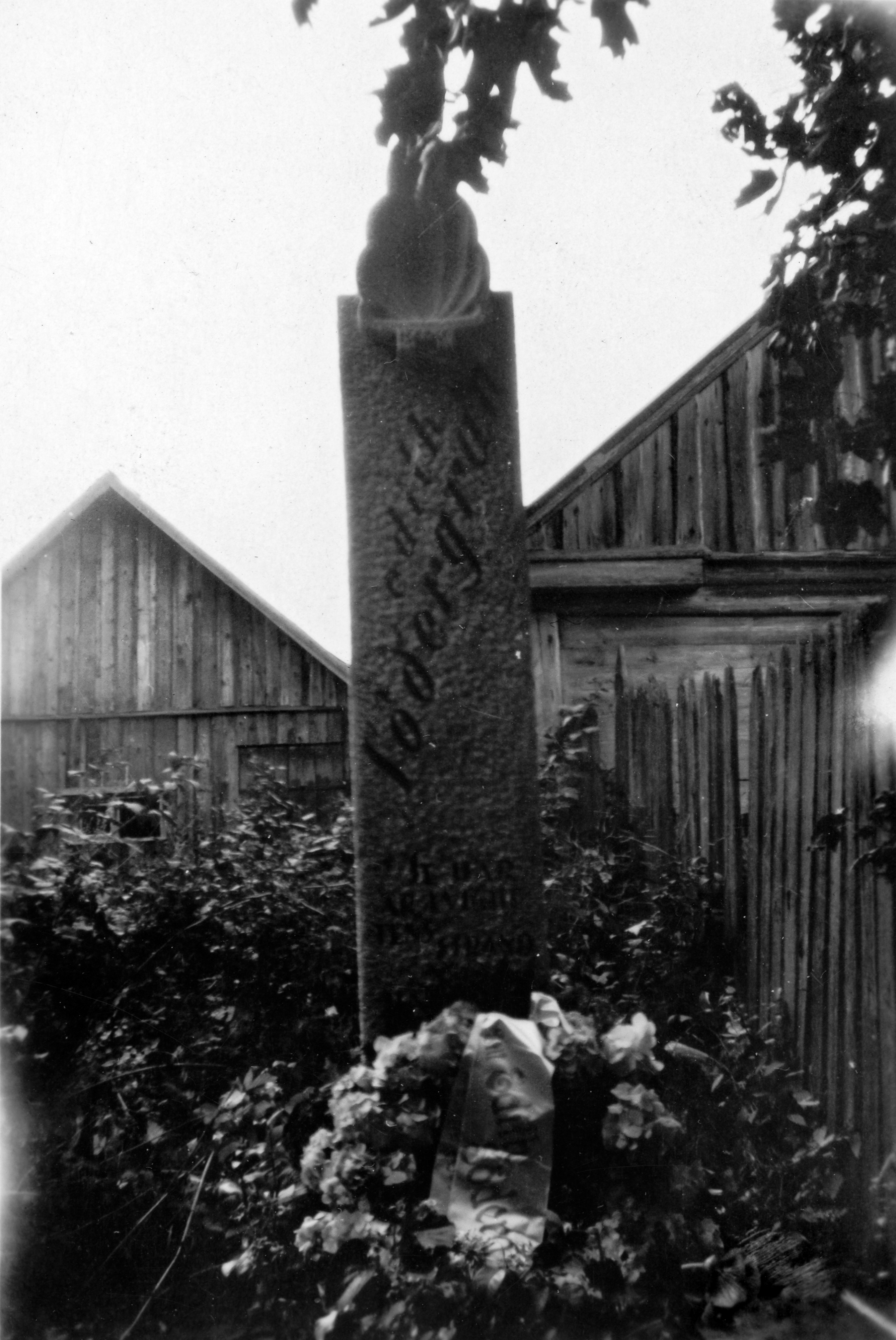
Den minnessten som Finlands svenska författareförening reste 1933 och som försvann under Vinterkriget.
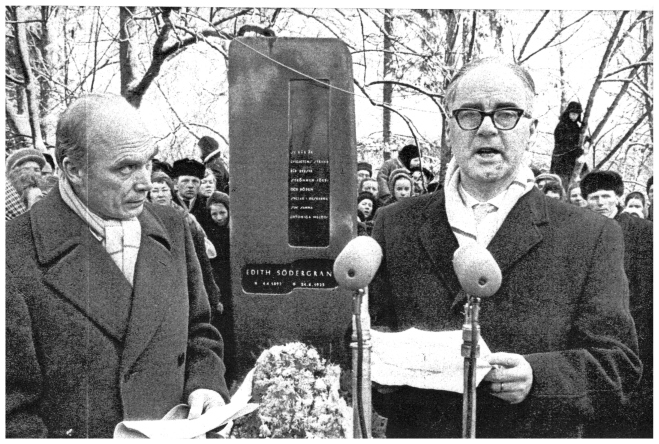
Oscar Parland (till vänster) och J.O. Tallqvist talade när minnesmärket för Edith Södergran avtäcktes år 1960 i Raivola.

## Författarskap

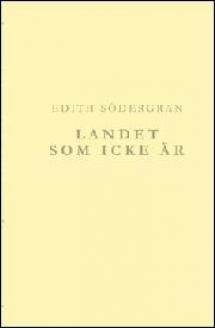
Omslaget till Landet som icke är, som gavs ut postumt 1925.

Södergrans produktion är inte särskilt omfattande – fem diktsamlingar, en aforismbok, samt två otryckta dikthäften och brevkorrespondens (240 brev är bevarade). Enligt Södergranforskaren Agneta Rahikainen får hela hennes produktion rum "i en enda volym på 375 sidor". Hennes aktiva tid som poet omfattar cirka 15 år. Hon skrev sina dikter på tyska, franska, ryska och svenska, och har blivit översatt till ett trettiotal språk, inklusive ryska, engelska, spanska, khmer och kinesiska.
Däremot finns det en betydande mängd forskning, böcker, monografier och andra texter om Södergrans person och författarskap. Enbart mellan 1980 och 2014 har det producerats åtminstone tio doktorsavhandlingar om Södergran.
Södergrans dikter hänfördes ofta till expressionismen, men senare breddades det lyriska uttrycket och hon kom att kallas modernist.
| ”                                                                        | Hon skapade ett nytt språk, ett metaspråk. Orden erinrar om svenskans, men likheten är bedräglig. Säkrare är att ta dem för eoliska och gå till ett lexikon, och detta lexikon är den södergranska diktningen. | „ |
| – Citerat ur Lönnroth et. al., Den svenska litteraturen vol. 3, sid 151. | |   |

Den finlandssvenska litteraturen i början av 1900-talet bestod till stor del av allmogeskildringar, med fokus på skärgård och landsbygd. Södergrans diktning, med sin mer europeiska inriktning och fria form var banbrytande. Hon blev stilbildare inom den svenska modernistiska lyriken och fick flera efterföljare i Finland; bland dessa märks Elmer Diktonius (1896–1961), Gunnar Björling (1887–1960) och Rabbe Enckell (1903–74). I Sverige blev hon en viktig vägvisare för många poeter, från Gunnar Ekelöf och Karin Boye och framåt, och Ekelöf skrev i ett brev till W. H. Auden följande om Södergran:
| ”                                                                        | Hon är en mycket stor lyriker, såvitt jag kan bedöma av samma klass som Akhmatova eller ännu större, en ung svenska i förskingringen, en av våra bysantinskor, modig och kärleksfull som er Emily Brontë. Det är synd att en så sällsynt fågel skall vara begravd för världen i en grav som kriget har vandrat över flera gånger. Hon tillhör världen, även om hennes språk kan te sig som en gammal eolisk dialekt. | „ |
| – Citerat ur Lönnroth et. al., Den svenska litteraturen vol. 3, sid 151. | |   |

Forskaren Holger Lillqvist menar dock att modernisterna Hagar Olsson, Rabbe Enckell, Gunnar Ekelöf och Elmer Diktonius påverkat bilden av Södergran med syfte att bygga upp modernismen som rörelse och myten om det ensamma, oförstådda geniet. Hennes öde har därför bland annat liknats vid andra ensliga författare med mytbildande biografier som Emily Brontë, Arthur Rimbaud, Franz Kafka, Emily Dickinson och Sylvia Plath. Att Södergran bott i den avlägsna karelska gränsmarken utan någon större intellektuell inverkan från storstädernas kulturer blev en vanlig bild, till och med understödd av Södergrans vänner Olsson och Diktonius. Möjligen har Södergran inte berättat särskilt mycket om sin tillvaro i Schweiz eller åren vid skolan i Petersburg för dem, eller så har de sista åren då hon levde under arma omständigheter påverkat hela bilden av hennes bakgrund.

### Indelningar och tolkningar
Författarskapet är varierande, men har ibland delats in i några faser: ungdomsdikterna, som är romantiska, den första diktsamlingen, som är mer symbolisk och dekadent, nästa tre diktsamlingar, vilka är expressionistiska, och slutårens religiösa och nedtonade dikter med naturmotiv.
En av de första som delade in Södergrans skrivande i perioder var Agnes Langenskjöld, i sin bok Litterära studier (1923). Hon menade att debuten hade en "en utåtriktad livslängtan", att "ett inåtriktat mystiskt grubbel" som följs av "måttlös intellektuell självberusning" och avslutas av ett "obotligt, panteistiskt färgat vemod".
Skol- och ungdomsårens dikter kallar Olof Enckell "bagatellartade" och typisk ”konventspoesi”, medan Tideström kallar de tidiga dikterna för "skolflickspoesi". Ernst Brunner har delat in hennes produktion i delarna "alienation", "elevation" och "sublimering".
De stora variationerna mellan sinsemellan olika känslor och uttryck, som exempelvis livsglädje och dödslängtan, har orsakat många tolkningsmöjligheter. Med Gunnar Tideström Och Olof Enckell i spetsen har hennes författarskap lästs biografiskt psykologiskt:  Med stöd av Hagar Olsson har de starkt fört fram bilden av Södergran som ett självlärt naturbarn, som ensam och isolerad och hela tiden svårt sjuk. Senare har Södergranforskningen alltmer blivit textanalytsik och också hennes biografi har reviderats. Forskare som Holger Lillqvist menar att det kanske inte ens längre är möjligt att läsa Södergran utan att påverkas av den allmänt spridda bilden av henne som dödssjuk. Lillqvist menar också att Södergran snarare tillhör en romantisk-symbolistisk litterär tradition, eller postromantisk tradition, snarare än en modernistisk.
I samband med att Södergran bytte huvudspråk 1908, från tyska till svenska, övergår hon från bunden till friare diktning; rim byts mot mer associativa tankar och form mot känsloliv.

### Södergrans erkännande
Södergrans rykte som poet under hennes livstid är omdiskuterat. Tidiga forskare och deras efterföljare menade att Södergran inte blev särskilt omskriven av kritiker. Delvis berodde detta på att de inte förstod hennes verk, och det skulle dröja till långt efter hennes död innan hennes storhet skulle få fäste. Fjorton år efter Södergrans död menade exempelvis författaren Jarl Hemmer att hennes poesi visserligen var av betydelse, men han trodde inte att den skulle kunna uppskattas av den breda allmänheten: "Någon de mångas folkpark skall den väl aldrig bli, därtill är den för full av skrämmande skugga och svidande ljus, av snärjande slingerväxter och blommor med sjukligt främmande doft." Han tillägger ändå direkt därefter: "Men de tio första besökarna har hunnit bli de hundra – ingenting hindrar att de en dag blir de tusen."
Nyare forskning, såsom Rahikainen (2014), menar att Södergran debuterade i en tid när den finlandssvenska poesin hade börjat frodas. Bland annat gjorde Södergrans friare diktform och hennes position som kvinnlig poet som inte gav sina samlingar titlar såsom "Diktförsök", att redan hennes första diktsamling fick recensioner i ett stort antal tidningar i Finland. Generellt sett var kåserier och recensioner under pseudonym mer kritiska mot Södergrans poesi, medan recensioner av författare eller litteraturkritiker var positiva. Redan Södergrans andra diktsamling (Septemberlyran, 1918) och den programförklaring hon publicerat ledde till en häftig ordväxling mellan flera parter i media, varav några inom de högsta litterära kretsarna, bland dem Runar Schildt som menade stolt att Schildts förlag "iklär" sig ”ansvarighet” för ”allt vad Edith Södergran gör eller underlåter” att göra. Av de dikter av Södergran som publicerades, gavs i stort sett alla ut av Schildts förlag, trots att de inte tjänade några pengar på försäljningen, och dessutom stöttade förlaget henne ekonomiskt, även bortom det sedvanliga honoraret. Bara det att hon omnämndes på skämtsidorna får ses som ett tecken på att hon var tillräckligt känd för en vidare allmänhet. Dessutom fick hon motta Författarföreningens ekonomiska stöd vid två tillfällen.
Såväl Elmer Diktonius som Hagar Olsson har skildrat hur bespottad Södergran var under sin levnad, eftersom det "hörde […] till traditionsbrytarens
roll att vara missförstådd och hånad, särskilt av kritiker som representerade en borgerlighet." Diktonius skrev bland annat i Arbetarbladet ("Södergran som uppfostrare", 1926) om hur Södergran påverkats av Nietzsches övermänniskoideal och hur hon hudflängdes bland annat för att allmänheten inte förstod hennes diktning och för att hon var kvinna. Diktonius och senare Tideströms påståenden om det kritiska mottagandet av Södergran har till viss del okritiskt förts vidare till senare historieskrivare. Den som skrev mest om Södergran och hennes poesi under hennes levnad var den borgerlige kritikern Karl Bruhn, som publicerade sex artiklar och recensioner, som uttryckte både positiva och negativa omdömen. Detta omtolkades dock av Diktonius till att enbart vara negativt. I jämförelse med de flesta andra poeter och författare vid samma tid blev Södergrans diktsamlingar mycket omskrivna, med en debut som fick tio anmälningar och inlägg. Olsson gjorde i sin minnesruna över Södergran en jämförelse mellan Södergran och en manlig diktare, troligen Jarl Hemmer, där hon ville visa på hur Södergran är en underdog men kommer att stå sig länge. Hon skrev bland annat att "Edith Södergran levde i sin dikt, hon föddes, hon andades, hon älskade och dog i den", något som senare har tolkats som att Södergrans diktning ska tolkas biografiskt. Denna bild av Södergrans författarskap har sedan blivit rådande fram till de senaste 20 åren då mycket ny forskning publicerats.. Olsson beskrev också Södergran som vantolkad, och erkänner att hennes egen beskrivning av Södergrans dikter som "tingeltangelfasoner" varit felaktig. Roger Holmström anser att Olsson fått så dåligt samvete för att ha rest bort strax före Södergrans död, att hon försökt göra bot genom att hålla Södergrans diktning vid liv, men Rahikainen menar att det också kan ha funnits en rivalitet författarna emellan som avbröts av Södergrans död, och att Olsson därefter kunde delge andra sin egen modifierade bild av Södergran. Olsson började efter ett uppehåll mellan 1919 och 1925 (då hon inte skrev mer än spridda ord om Södergran) att skriva en rad essäer om Södergran; essäer som starkt påverkat Södergrans eftermäle eftersom Olsson tolkats som ett sanningsvittne som dessutom kände Södergran. Genom att placera Södergran i frontlinjen för en ny litterär rörelse lyckades Diktonius och Olsson också placera sig själva i centrala positioner bland Södergrans uttolkare. Exempelvis börjar de jämföra efterföljande diktverk med Södergrans.
Diktonius och Olsson var dock inte ensamma i sin strävan att sprida kunskap om Södergran:
| ”                                 | Även om kretsen kring Ultra använde Södergran för sina egna ändamål, så var det via dem som kunskapen om Södergran och hennes betydelse för litteraturhistorien började sprida sig. | „ |
| – Biografiskt lexikon för Finland | |   |

Senare har Södergrans dikter kommit att publiceras i ett stort antal antologier. Det finns också flera pjäser som baserar sig på Edith Södergrans liv. Hennes dikter har även framförts på scen.

### Södergrans dikter
Södergrans kanske mest citerade dikter är "Dagen svalnar…" och "Landet som icke är". I båda dikterna förmedlas stämningar som längtan, förväntan, pendling mellan närhet och avstånd – och en stark självkänsla.
Det "jag" som framträder i hennes dikter är genomgående präglat av stolthet och visar ofta också tydligt kvinnliga drag, även om poeten dessutom tar roller som profeten, jägaren, prinsen och krigaren. Hennes språk, bilder och stil har en starkt kvinnlig prägel, och detta har gjort henne till en viktig förebild för många senare kvinnliga lyriker. Hennes självkänsla gentemot männen är stark – "Mannen är en falsk spegel den solens dotter vredgad kastar mot klippväggen" (ur dikten "Violetta skymningar"). Både som poet och människa visade hon ofta ett lekfullt förhållningssätt till människors sätt att vara. Vid andra tidpunkter kunde hon visa kompromisslöst allvar, eller maktlystnad. Denna spännvidd har omvittnats av dem som kände henne, till exempel Hagar Olsson; den syns också tydligt i hennes brev till Olsson och Diktonius.
I Södergrans produktion är poeten furste, en hållning som kunde te sig utmanande när den översätts direkt till att jaget ikläder sig roller som konung och profet, men som var ett utflöde av en syn på konstnären som en "orfiskt" skapande, inspirerad gestalt; en föreställning som var relativt utbredd vid sekelskiftet (Stefan George, Gustav Mahler, Konstantin Balmont). Den starkt uppskruvade självkänslan, tillsammans med influenser från Nietzsche, är påtagligast i diktsamlingarna Septemberlyran, Rosenaltaret och Framtidens skugga. Södergrans poetiska jag är inte identiskt med privatpersonen Södergran. Det handlar om en roll som hon besöker och undersöker, ibland tar sin tillflykt till men som dock är klart skild från henne själv. Södergran diktade om en ny värld som skulle träda fram ur samtidens kaos och krig, även om det är oklart hur nära hennes förväntningar var kopplade till direkta politiska lojaliteter, till exempel ett störtande av bolsjevikregimen i Ryssland. Tideström hävdar att Södergran i grunden sympatiserade med det "vita" Finland och interventionerna i Ryssland 1918–20 och att detta kommer till uttryck i hennes dikter  medan Hagar Olsson och Elmer Diktonius, som själva hade starka socialistiska sympatier, bestred detta.

### Södergranforskning
Trots den strida ström av forskning, biografier och populärvetenskapliga texter som kommit om Södergran är ursprungskällorna mycket fåtaliga. Det finns framför allt tre orsaker till detta:
- Södergran undvek att diskutera sitt privatliv i skrift
- en del material förstördes, antingen av Södergran själv eller av hennes mamma
- många av de personer som känt Södergran har skingrats av ryska revolutionen

Detta har lett till att de få dokument som finns tolkats och omtolkats. Uppdraget försvåras ytterligare av att Södergran var en komplex person som flera gånger under livet bytte ståndpunkter och stil.

## Dramatiska verk om Edith Södergran
Dramatikern Magnus Nilssons skådespel Guds djärvaste ängel hade urpremiär med Teatergruppen Oktober 1987 och handlar om relationen mellan Södergran och likaledes finlandssvenske poeten Elmer Diktonius. Pjäsen har spelats i ett flertal uppsättningar genom åren, däribland en version för Sveriges Television 1990. Andra pjäser om Södergran har även skrivits av Stina Katchadourian, Hallonbacken, samt av Lars Huldén.